# Територія військового командувача в Сербії
Територія військового командувача в Сербії (нім. Gebiet des Militärbefehlshabers in Serbien; серб. Подручје Војног заповедника у Србији, трансліт. Područje vojnog zapovednika u Srbiji) була територією Королівства Югославія, переданою окупаційному військовому уряду Вермахтом після вторгнення, окупації та демонтажу Югославії у квітні 1941 року. Територія включала лише центральну Сербію, з додаванням північної частини Косова (навколо Косовської Митровиці) та без Банату. Ця територія була єдиною територією розділеної Югославії, в якій німецькі окупанти встановили військовий уряд. Це було пов'язано з ключовими залізничними та річковими транспортними шляхами, що проходили через нього, та його цінними ресурсами, зокрема кольоровими металами.  22 квітня 1941 р. Територія була підпорядкована верховній владі німецького військового командира в Сербії, а повсякденне управління територією було підконтрольним начальнику штабу військової адміністрації. Лінії управління та управління на окупованій території ніколи не були уніфіковані і ускладнювались призначенням прямих представників вищих нацистських діячів, таких як рейхсфюрер-СС Генріх Гіммлер (з питань поліції та безпеки), рейхсмаршал Герман Герінг (для економіки), і Рейхсміністр Йоахім фон Ріббентроп (для закордонних справ). Німці використовували болгарські війська для допомоги в окупації, але вони весь час перебували під контролем Німеччини. Джерела по-різному описують територію як маріонеткову державу, протекторат, «спеціальну адміністративну провінцію» або описують її як маріонетковий уряд. Військовий командир у Сербії мав дуже обмежені війська німецького гарнізону та поліцейські загони для підтримання порядку, але міг вимагати допомоги у корпусу з трьох дивізій погано оснащених окупаційних військ.
Німецький військовий командувач у Сербії призначив два сербські цивільні маріонеткові уряди для виконання адміністративних завдань відповідно до німецьких вказівок та нагляду. Першим із них був короткочасний уряд Уповноваженого, який був створений 30 травня 1941 року. Уряд уповноваженого був основним інструментом окупаційного режиму, не маючи жодних повноважень. Наприкінці липня 1941 р. На окупованій території розпочалося повстання, яке швидко охопило сербську жандармерію, німецьку поліцію та апарат безпеки та навіть піхотні сили тилу. Для сприяння придушенню повстання, в якому спочатку брали участь югославські партизани, очолювані комуністами, і монархічні четники, було створено другий маріонетковий уряд. Уряд національного порятунку під керівництвом Мілана Недіча замінив уряд уповноваженого 29 серпня 1941 року. Хоча він користувався певною підтримкою  режим був непопулярним серед більшості сербів.  Однак це не змінило ситуації, і німці були змушені привести дивізії фронту з Франції, Греції та навіть Східного фронту, щоб придушити повстання. Починаючи з кінця вересня 1941 року, операція "Ужице" вигнала партизанів з окупованої території, а в грудні операція "Михайлович" розігнала четників. Опір по- , як і раніше на низькому рівні до 1944 року, супроводжувалося частими каральних вбивств, які в протягом деякого часу, пов'язаних з виконанням 100 заручників для кожного німця вбили. Режим Недіча не мав статусу за міжнародним правом, повноважень, крім тих, що були надані німцями, і був просто інструментом німецького правління. Незважаючи на те, що німецькі війська взяли на себе керівну та керівну роль остаточного рішення в Сербії, і німці монополізували вбивства євреїв, сербські колаборанти їм активно допомагали в цій ролі.  Концтабір Баньїка в Белграді спільно контролювався режимом Недіча та німецькою армією. Єдина сфера, в якій адміністрація маріонеток проявляла ініціативу та досягала успіху, полягала в прийомі та піклуванні про сотні тисяч сербських біженців з інших частин розділеної Югославії. Протягом усієї окупації Банат був автономною областю, формально відповідальною перед маріонетковими урядами в Белграді, але на практиці керувався своєю фольксдойче (етнічною німецькою) меншиною. Хоча уряд уповноваженого обмежувався використанням жандармерії, уряду Недича було доручено підняти збройні сили, Сербську державну гвардію, для наведення порядку, але вони були негайно передані під контроль Вищого керівника СС і поліції, і по суті функціонував як допоміжний німецький до виведення Німеччини в жовтні 1944 року. Німці також підняли на території ще кілька місцевих допоміжних сил різного призначення. З метою забезпечення шахт Трепча та залізниці Белград-Скоп'є німці домовились з албанськими колабораціоністами на північній околиці сучасного Косово, що призвело до ефективної автономії регіону від маріонеткового уряду в Белграді, який згодом формалізувався німецька домовленість. Уряд національного порятунку залишався на місці до відступу Німеччини в умовах об'єднаної Червоної армії, Болгарської народної армії та партизанського наступу в Белграді. Під час окупації німецька влада вбила майже всіх євреїв, що проживають на окупованій території, розстрілявши чоловіків у рамках репресій, проведених у 1941 році, та обжавши жінок та дітей на початку 1942 року за допомогою газового фургона. Після війни кілька ключових німецьких та сербських лідерів на окупованій території були судимі та страчені за військові злочини.

## Назва
Хоча офіційна назва території — територія військового командувача в Сербії, джерела посилаються на неї, використовуючи широкий спектр термінів.

## Історія

### 1941 рік

#### Вторгнення та поділ

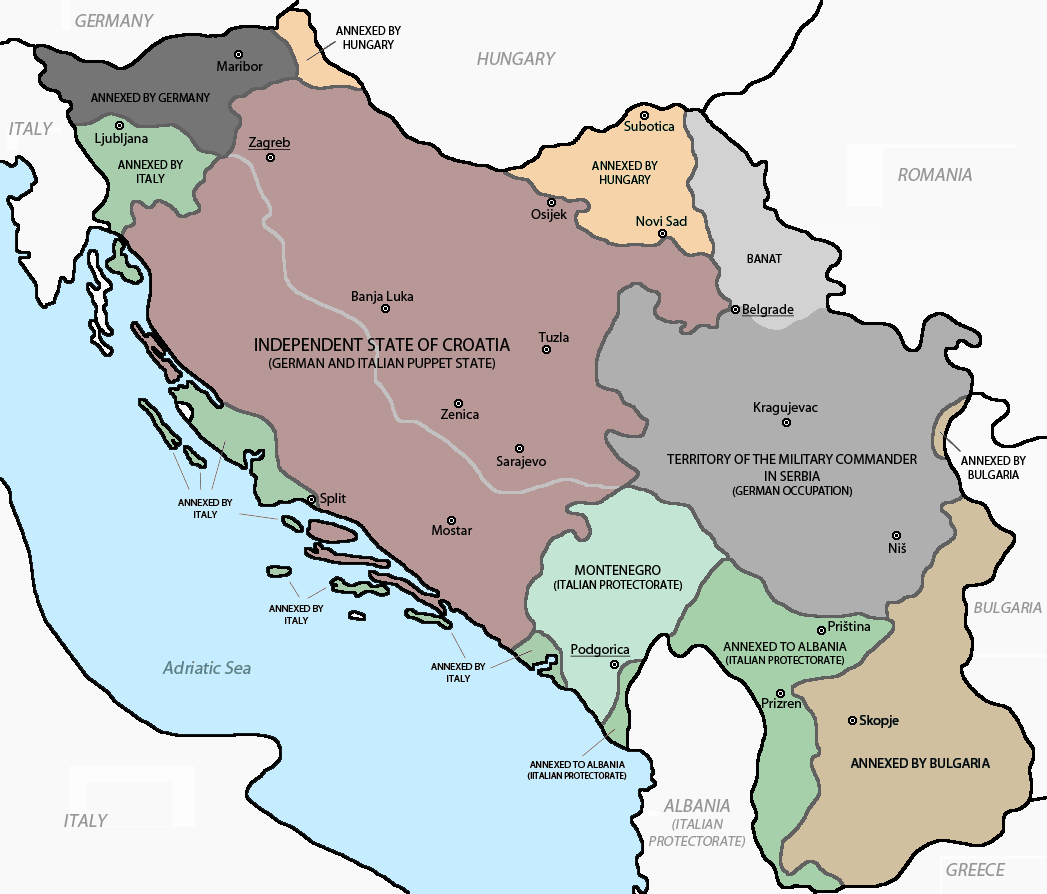
Карта, що відображає окупацію та поділ Югославії, 1941–43. Темні та світло-сірі області на східному кордоні показують масштаби окупованої Німеччиною території Сербії.

У квітні 1941 р. Німеччина та її союзники вторглися та окупували Королівство Югославія, яке потім було розділене. Деяка територія Югославії була анексована сусідами з Осі , Угорщиною, Болгарією та Італією. Німці спроєктували та підтримали створення маріонеткової держави — Незалежної Держави Хорватії (хорв. Nezavisna Država Hrvatska), яка приблизно складала більшу частину довоєнної Бановини Хорватії, разом з рештою сучасної Боснії та Герцеговини та деякою сусідньою територією. Італійці, угорці та болгари окупували інші частини югославської території. Німеччина не анексувала жодної території Югославії, але окупувала північні райони сучасної Словенії та розмістила окупаційні війська в північній половині НДХ. Окупована німцями частина Словенії була поділена на два адміністративні райони, які були передані під адміністрацію гауляйтерів сусідніх Райхсгау Кернтен і Райхсгау Штаєрмарк. Решта території, яка складалася з власне Сербії, північної частини Косово (навколо Косовської Митровиці) та Банату була окупована німцями та передана під управління німецького військового уряду.  Це було пов'язано з ключовими залізничними та річковими транспортними шляхами, що проходили через нього, та його цінними ресурсами, зокрема кольоровими металами.  Деякі джерела описують територію як маріонеткову державу  або «спеціальну адміністративну провінцію»  а інші джерела описують її як маріонетковий уряд.   Демаркаційна лінія, відома під назвою "Віденська лінія", проходила через Югославію від кордону Рейху на заході до точки, де межі окупованої Німеччиною Сербії відповідали кордонам анексованої Болгарією та Албанією югославської території. На північ від лінії німці взяли гору, а італійці несли головну відповідальність на південь від лінії.

#### Встановлення військового уряду окупації

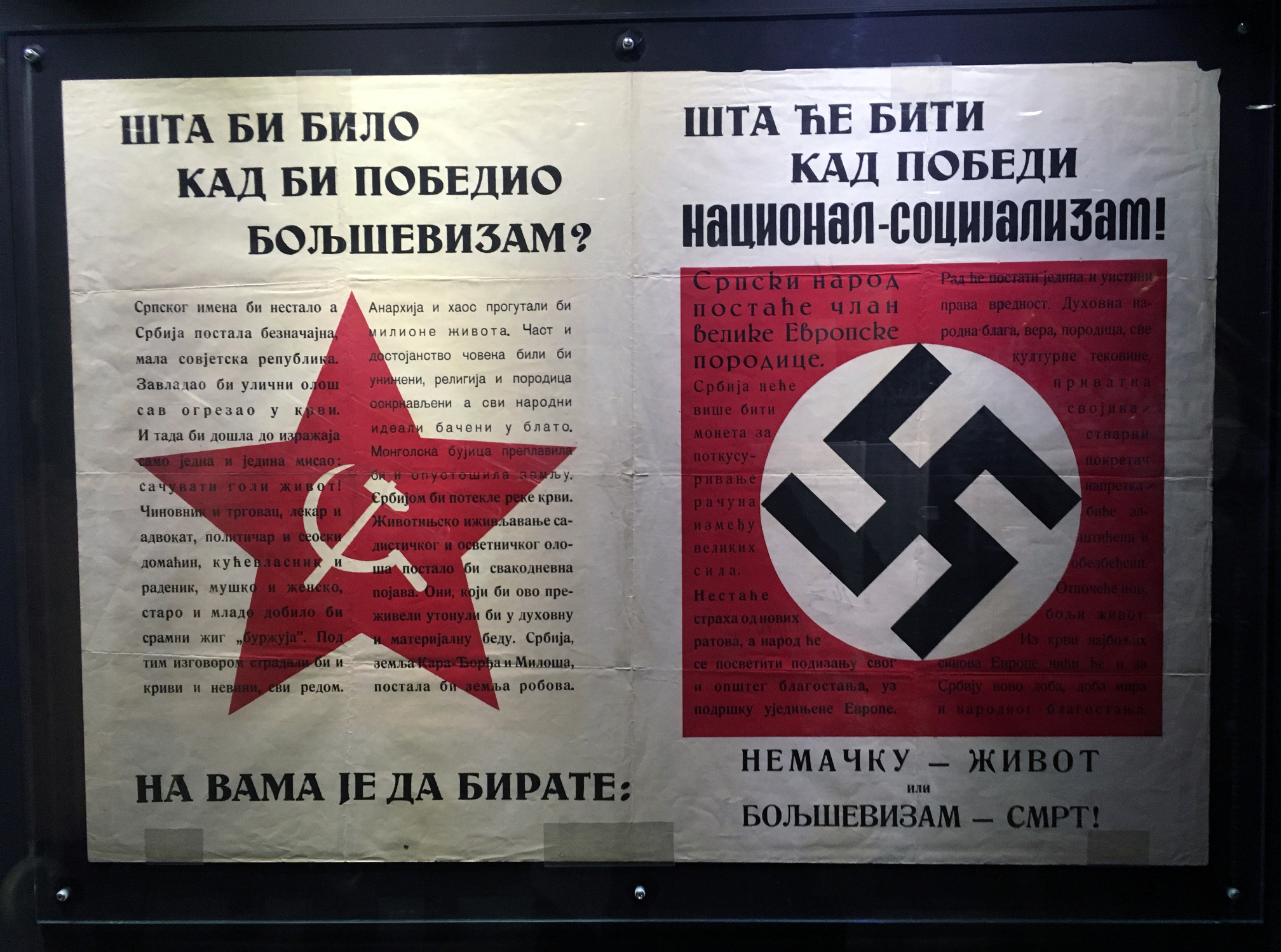
Пропагандистський плакат з окупованої Сербії, що описує можливе майбутнє Сербії, якщо переможе СРСР або нацистська Німеччина

Ще до капітуляції Югославії Верховне командування німецької армії (нім. Oberkommando des Heeres, або OKH) видав проголошення населенню, яке перебувало під німецькою окупацією,  деталізацією законів, які застосовувались до всієї окупованої Німеччиною території. Коли німці вийшли з території Югославії, яка була анексована або окупована їхніми партнерами по Осі, ці закони поширювались лише на ту частину сучасної Словенії, якою керували два рейхсгау, та окуповану німцями територію Сербії.  Ця остання територія "була повністю окупована німецькими військами і була підпорядкована військовому уряду".  Точні межі окупованої території були зафіксовані в директиві, виданій Адольфом Гітлером 12 квітня 1941 р., Яка також керувала створенням військової адміністрації.  Ця директива була виконана 20 квітня 1941 р. Наказами глави ОКХ, які встановлювали військового командувача в Сербії головою окупаційного режиму, відповідальним перед генерал-квартирмейстером ОКХ. Тим часом у Німеччині було зібрано штаб військового уряду, а обов'язки військового командувача в Сербії були детально розгорнуті. Сюди входили "охорона залізничних ліній між Белградом та Салонікою та дунайським судноплавним шляхом, виконання економічних розпоряджень, виданих [ рейхсмаршалом Германом Герінгом ], і встановлення та підтримка миру та порядку". У короткостроковій перспективі він також відповідав за охорону величезної кількості югославських військовополонених та охорону захопленої зброї та боєприпасів. Для цього штаб військового командувача був розділений на військові та адміністративні відділи, і йому було виділено персонал для формування чотирьох районних командувань та близько десяти окружних командувань, які підпорядковувались начальнику адміністративного штабу, а військовий штаб розподілив війська з чотирьох місцевих оборонних батальйонів через командування району. Першим військовим командуючим на окупованій території був генерал дер Флігер  Гельмут Ферстер, офіцер люфтваффе, призначений 20 квітня 1941 р.  за сприяння начальника адміністративного штабу бригадного фюрера СС  та державний радник, д-р Гаральд Тернер.  Поза штабом військового командувача в Белграді було кілька вищих діячів, які представляли ключові невійськові озброєння німецького уряду. Найвидатнішим серед них був НСФК - Обергруппенфюрер Франц Нойхаузен, який спочатку був призначений Герінгом генеральним уповноваженим представником з економічних питань на цій території 17 квітня.   Іншим був посланник Фелікс Бенцлер з Міністерства закордонних справ, призначений <i id="mw5g">рейхсміністром</i> Йоахімом фон Ріббентропом, який був призначений 3 травня.  Ще однією ключовою фігурою в початковій німецькій адміністрації був стандартний фюрер СС Вільгельм Фукс, який командував Айнзацгруппою Сербії, що складався з Sicherheitsdienst (Служби безпеки, або SD) і Sicherheitspolizei (Поліція безпеки, або SiPo), 64-го резервного поліцейського батальйону,  та загін гестапо. Хоча він був офіційно відповідальним перед Тернером, Фукс підпорядковувався безпосередньо своєму начальству в Берліні.  Проголошення глави ОКХ у квітні наказувало суворі покарання за акти насильства чи саботажу, здачу всієї зброї та радіопередавачів, обмеження зв'язку, зустрічей та протестів, а також вимогу щодо прийняття німецької валюти, а також запровадження німецького кримінального законодавства на цій території. На знак майбутнього, на наступний день після капітуляції Югославії, мотострілецька дивізія СС Рейх стратила 36 сербів у відповідь за вбивство одного члена цього формування. Через три дні село Донжі Добрич на схід від річки Дрина було зруйновано у відповідь на вбивство німецького офіцера. Вбивство німецьких військ після капітуляції викликало бурхливу реакцію командира німецької 2-ї армії генералоберста Максиміліана фон Вайхса, який наказав, щоб кожного разу, коли буде помічена озброєна група, людей з бойовим віком з цього району слід було збирати і розстрілювати, з їхніми тілами, повішеними публічно, якщо вони не змогли довести, що не мають зв’язку із збройною групою. Він також керував захопленням заручників. 19 травня він видав зловісний указ, наказавши з цього моменту розстріляти 100 сербів за кожного німецького солдата, який зазнав шкоди внаслідок нападу сербів.  Майже щойно був забезпечений успіх вторгнення, усі прифронтові німецькі корпуси та дивізії почали виводитись із Югославії для відновлення або безпосереднього виділення на Східний фронт.

#### Підготовка Комуністичної партії
10 квітня Центральний комітет Комуністичної партії Югославії (Serbo-Croatian Latin, KPJ) призначив військовий комітет на чолі з його генеральним секретарем Йосипом Броз Тіто.  З квітня КПЯ мала підпільну мережу по всій країні, включаючи військові комітети, які готувались до можливості розпочати повстання.  У травні КПЯ окреслила свою політику "єдности та братерства між усіма народами Югославії [і] невпинною боротьбою проти іноземних ворогів та їхніх внутрішніх помічників як питання простого виживання".  4 червня військовий комітет отримав назву “ Штаб партизана”.

#### Рання діяльність Дражі Міхайловича
В кінці квітня полковник югославської армії Дража Міхайлович і група з близько 80 солдатів, які не виконували наказ про капітуляцію, переправились через річку Дрина на окуповану територію, здійснивши маршовий перехід з району Добоя на півночі Боснії яка входила до складу НДХ. Коли вони проходили поблизу Ужиця 6 травня, мала група була оточена і майже знищена німецькими військами. Його сила роздробилася, і коли він дістався до ізольованого гірського плато Равна Гора, його оркестр скоротився до 34 офіцерів та чоловіків. Встановивши зв’язки з місцевим населенням і терпиме жандармерією району, Михайлович створив відносно безпечну територію, в якій міг розглянути свої майбутні дії. Незабаром після прибуття на Равну Гору війська Михайловича прийняли назву " Четницькі загони югославської армії ". До кінця травня Міхайлович вирішив прийняти довгострокову стратегію, спрямовану на отримання контролю над якомога більшою кількістю збройних формувань по всій Югославії, щоб мати можливість захопити владу, коли німці відійдуть або зазнали поразки.

#### Створення Уряду Уповноваженого

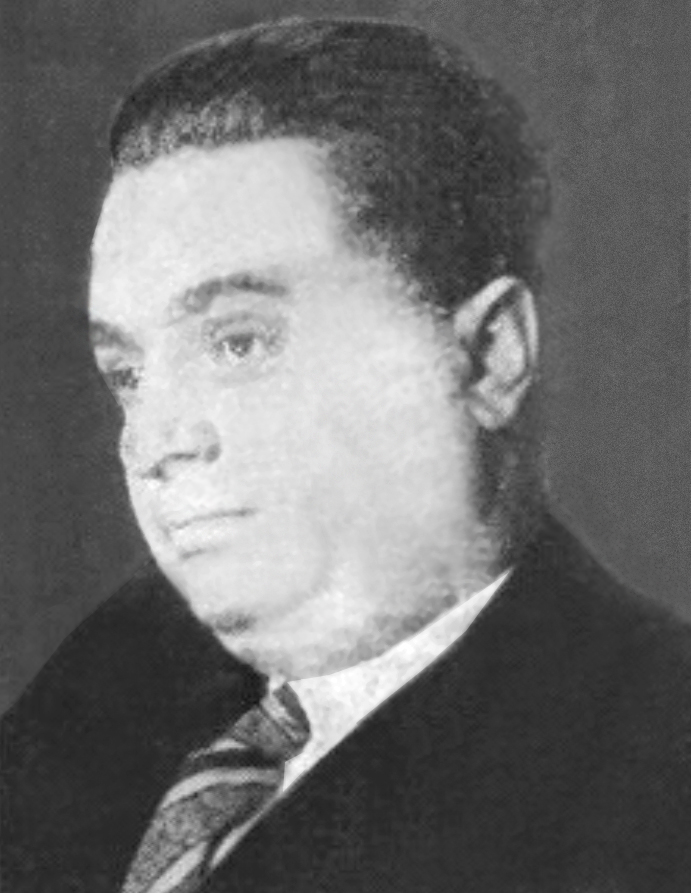
Нілана Аджимовича обрали німці, щоб очолити короткочасний уряд комісара.

Гітлер коротко роздумував про те, щоб стерти все існування сербської держави, але від цього швидко відмовились, і розпочався пошук відповідного серба для керівництва колабораціоністським режимом. Було розглянуто питання про призначення колишнього прем'єр-міністра Югославії Драгіші Цветковича, колишнього міністра закордонних справ Югославії Александра Цінкар-Марковича, колишнього міністра внутрішніх справ Югославії Мілана Аджимовича, президентом " квазіфашистської" Об'єднаної організації активної праці (серб. лат.: Združena borbena organizacija rada, або Zbor) Димитріє Льотич та начальник поліції Белграда Драгомір Йованович.  Ферстер визначився з Аджимовичем, який сформував уряд Уповноваженого (серб. лат.: Komesarska vlada) 30 травня 1941 р.  складі десяти уповноважених. Він уникав Льотича, оскільки вважав, що він має "сумнівну репутацію серед сербів".  Aćimović був жорстоко антикомуністичним і до війни контактував з німецькою поліцією.  Іншими дев'ятьма уповноваженими були Стівен Іваніч, Момчило Янкович, Рісто Йоїч, Станіслав Йосифович, Лазо М. Костич, Душан Летиця, Душан Пантіч, Єврем Протіч і Мілісав Василевич, а по одному комісару відповідав за кожне з колишніх міністерств Югославії крім Міністерства армії та флоту, яке було скасовано.  Кілька членів комісії займали міністерські посади в довоєнному югославському уряді, і Іваніч, і Васильєвич були тісно пов'язані зі Збором.  Уряд Уповноваженого був "низькосортною сербською адміністрацією... під контролем Тернера і Нойгаузена, як простий інструмент окупаційного режиму",  якій "не вистачало видимості влади".  Незабаром після утворення адміністрації Аджимовича, Михайлович відправив до Белграда молодшого офіцера, який повідомив Льотича про його успіхи та запевнив, що не планує нападати на німців. Одним із перших завдань адміністрації було виконання наказів Тернера щодо реєстрації всіх євреїв та ромів на окупованій території та введення жорстких обмежень у їх діяльності. Хоча за виконанням цих наказів керував німецький військовий уряд, за їх виконання відповідали Аджимович та його міністерство внутрішніх справ.  Основним засобом для виконання таких завдань була сербська жандармерія, яка базувалася на елементах колишніх югославських підрозділів жандармерії, що залишились на території,  Дринський та Дунавський полки.  Виконувачем обов’язків керівника сербської жандармерії був полковник Йован Тришич. Протягом травня 1941 р. Ферстер видав численні накази, що включали вимогу щодо реєстрації всього друкарського обладнання, обмеження на пресу, роботу театрів та інших місць розваг та відновлення виробництва. Він також розвалив Національний банк Югославії та створив на його місце Сербський національний банк.  У середині травня адміністрація Аджимовича опублікувала декларацію про те, що сербський народ бажає "щирої і лояльної співпраці зі своїм великим сусідом, німецьким народом". Більшість місцевих адміністраторів у колишніх югославських графствах та округах залишились на місці  а німецька військова адміністрація розмістила своїх адміністраторів на кожному рівні для нагляду за місцевою владою.  Згодом Ферстер був переведений командувати Fliegerkorps I, а 2 червня його змінив генерал дер Флакартіллері  Людвіг фон Шредер, інший офіцер Люфтваффе.  9 червня командуючий німецькою 12-ю армією Генералфельдмаршалл Вільгельм Список був призначений головнокомандуючим Вермахту в Південно-Східній Європі. Три територіальні командири звітували безпосередньо перед ним; Шредер, військовий командувач у Салоніко-Егейському районі та військовий командувач у Південній Греції.  Після виведення всіх прифронтових формувань з Югославії єдиними прифронтовими формуваннями, що залишились під контролем штабу Списку в Салоніці, були; штаб XVIII армійського корпусу генерала дер Гебіргструппе Франца Беме, 5-а гірська дивізія на Криті, 6-а гірська дивізія в районі Аттики навколо Афін і 164-та піхотна дивізія та 125-й піхотний полк у Салоніці та на Егейських островах. 

#### Початкові німецькі окупаційні війська

##### Військовий командир у Сербії
Зі свого штабу в Белграді Шредер безпосередньо керував чотирма погано обладнаними місцевими оборонними (нім. Landesschützen) батальйони, що складаються з чоловіків старшого віку. Наприкінці червня вони були розгорнуті таким чином: 
- 266-й батальйон Landesschützen, штаб якого знаходиться в Ужиці на заході
- 562-й батальйон Landesschützen зі штабом у Белграді
- 592-й батальйон Landesschützen, штаб-квартира якого знаходиться в Панчево на півдні Баната
- 920-й батальйон Landesschützen, штаб-квартира в Ніші на півдні

Ці окупаційні війська доповнювались різноманітними силовими елементами, включаючи 64-й резервний поліцейський батальйон Орднунгсполізей (Орденська поліція, Орпо), інженерний полк, що складався з піонерського батальйону, мостової колони та будівельного батальйону, та декількох підрозділів військової поліції., що містить польова жандармерія (військова поліція) рота, Geheime Feldpolizei (секрет польової поліції) групу і військовополонені блоку обробки. Окупаційну силу підтримували також військовий госпіталь та машини швидкої допомоги, ветеринарний госпіталь та машини швидкої допомоги, загальна транспортна колона та логістичні підрозділи. Начальник військово-адміністративного штабу відповідав за комплектування чотирьох районних командувань та дев'яти районних командувань на окупованій території.

##### LXV корпус ZbV

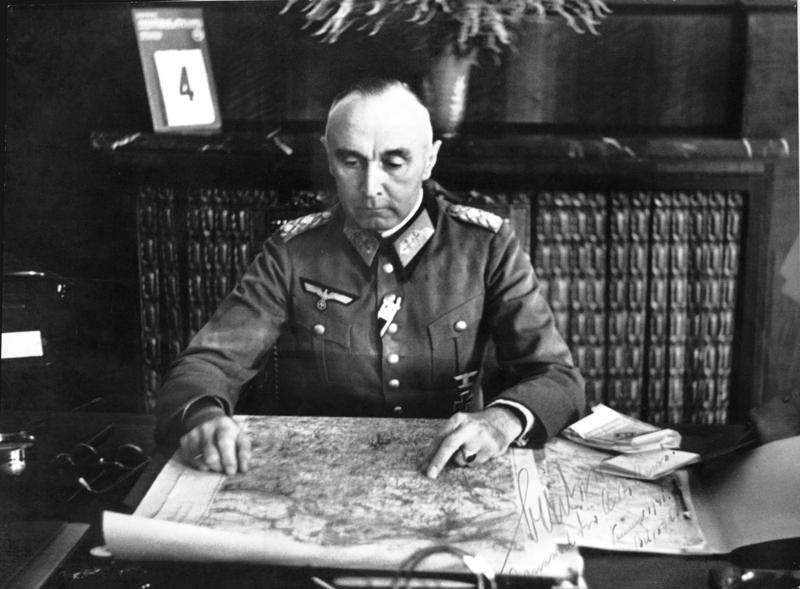
Генерал від артилерії Пауль Бадер командував корпусом LXV ZbV, який складався з основних німецьких окупаційних військ на окупованій німцями території Сербії та НДХ.

На додаток до окупаційних військ, якими безпосередньо командував Шредер, у червні 1941 року вермахт розмістив у Белграді штаб LXV корпусу zbV для командування чотирма погано оснащеними окупаційними дивізіями під контролем генерала дер артилерії  Пол Бадер. На окупованій території були розміщені 704-та піхотна дивізія, 714-та піхотна дивізія та 717-та піхотна дивізія, а в сусідніх частинах НДХ - 718-та піхотна дивізія.

Дивізії 15-ї хвилі, як правило, були оснащені захопленими автотранспортом та зброєю  і формувались із використанням резервістів, як правило, людей похилого віку, непридатних для фронтової служби, навчання яких було неповним.  Командири на рівні батальйонів та рот, як правило, були ветеранами Першої світової війни, а командирами взводів, як правило, від 27 до 37 років. Війська були призвані на військову службу серед тих, хто народився між 1907 і 1913 роками, тому вони становили від 28 до 34 років.  Три дивізії були перевезені на окуповану територію між 7 і 24 травня, і спочатку їм було доручено охорону ключових залізничних ліній до Болгарії та Греції. До кінця червня в Белграді було створено штаб Бадера, і три дивізії на окупованій території були розміщені таким чином: 
- 704-та піхотна дивізія, якою командував генерал-майор [48] Генріх Боровський, штаб-квартира в Валєво на заході
- 714-та піхотна дивізія, якою командував генерал-майор Фрідріх Шталь, штаб-квартира в Тополі, приблизно в центрі території
- 717-та піхотна дивізія, якою командував генерал-майор Пауль Гофман, штаб-квартира в Ніші

Статус командування Бадера полягав у тому, що військовий командувач в Сербії міг наказати йому проводити операції проти повстанців, але він не міг інакше виступати як начальник Бадера.  Команда Bader також включені 12 - а танкова Компанія ZBV, спочатку обладнані близько 30 трофейних югославських Renault FT танкеток і моторизовані сигнали батальйону. Чотири батальйони Landesschützen не дотягнули до кількості, необхідної для охорони завдань на всій території, до якої входили; мости, заводи, шахти, звалища захопленої зброї та судноплавство по Дунаю. Отже, батальйонам окупаційних дивізій було дано багато з цих завдань, і в деяких випадках вони дислокувалися на 120 кілометрів (75 миля) окремо, пов’язані поганими дорогами та утруднені відсутністю транспорту.

#### Труднощі адміністрації Аджимовича
Хоча уповноважені мали достатній досвід у своїх сферах діяльности, або в політиці чи державному управлінні загалом, сама адміністрація Аджимовича була у надзвичайно важкому становищі, оскільки їй не вистачало повноважень для фактичного управління. Три основні завдання адміністрації Ачимовича полягали в забезпеченні згоди населення на німецьку окупацію, сприянні відновленню служб та "виявленні та усуненні небажаних з державних служб".  Біженці, які рятувались від переслідувань в Незалежній Державі Хорватії, та інші, хто тікав з анексованої Болгарією Македонії, Косово та окупованих Угорщиною Бачки та Бараньї, почали наводнюватися на цю територію. Наприкінці червня 1941 року адміністрація Аджимовича видала розпорядження про управління Банатом, яке фактично зробило регіон окремою цивільно-адміністративною одиницею під контролем місцевого <i id="mwAhI">фольксдойче</i> під керівництвом Зеппа Янко. Хоча Банат офіційно знаходився під юрисдикцією адміністрації Ачимовича, на практиці він був значною мірою автономним від Белграда і під керівництвом військового уряду через командування військової області в Панчеві.

#### Починається опір

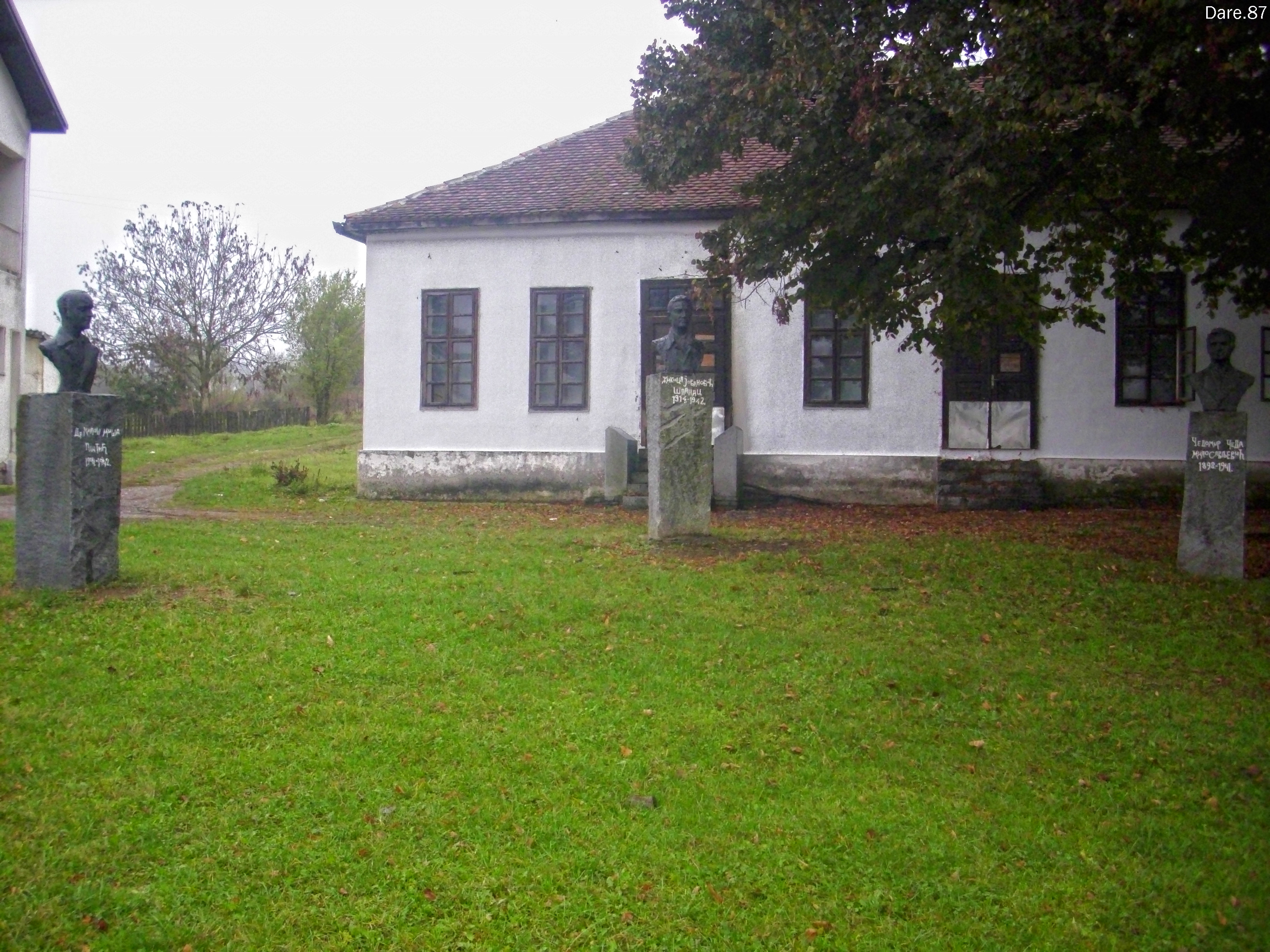
Повстання проти німців та адміністрації Ачимовича розпочались 7 липня в селі Біла Церква.

На початку липня 1941 року, незабаром після початку операції "Барбаросса" проти Радянського Союзу, розпочався збройний опір як проти німців, так і проти влади Ачімовича.  Це було відповіддю на заклики Йосипа Сталіна та Комуністичного Інтернаціоналу до комуністичних організацій по всій окупованій Європі відвести німецькі війська від Східного фронту, а також після засідання Центрального комітету Югославської комуністичної партії в Белграді 4 Липень. Ця нарада вирішила перейти до загального повстання, сформувати партизанські загони бійців та розпочати збройний опір і закликати населення піднятися проти окупантів по всій Югославії.  Це також збіглося з відходом останньої німецької сили вторгнення, яка залишилася контролювати перехід до окупації. Від появи плакатів та брошур, що закликають населення здійснити саботаж, він швидко перетворився на спроби та фактичний саботаж німецьких пропагандистських об'єктів, залізничних та телефонних ліній.  Перші бої відбулися в селі Біла Церква 7 липня, коли жандарми спробували розігнати мітинг, і двох жандармів було вбито.  Наприкінці першого тижня липня Ліст просив Люфтваффе перенести навчальну школу на територію, оскільки оперативні підрозділи були недоступні. Незабаром на станції та патрулі жандармерії напали, а німецькі машини обстріляли. Вперше озброєні групи з’явилися в районі Аранджеловац, на північний захід від Тополи. 10 липня адміністрація Ačimovič була реорганізована з Ranislav Аврамович заміни Kostic в транспортному портфелі, Budimir Цвіяновіч заміни протонного в харчовій і сільськогосподарській галузі, і Velibor Jonic приймаючи по портфелю освіти від Jojić.

У середині липня Міхайлович відправив лейтенанта Нешко Недіча на зустріч з представником Аджимовича, щоб переконатись, що він знає, що сили Михайловича не мають нічого спільного з "комуністичним терором". Тоді німці заохочували Аджимовича домовитись з Михайловичем, але той відмовився. Тим не менше, ні німці, ні Ачимович не вжили ефективних заходів проти Михайловича протягом літа.  17 липня персонал "Айнзацгрупи Сербії" був розподілений між чотирма командуваннями районів як "радники з питань безпеки". На наступний день генерал-майор Адальберт Лончар, командуючий 724-м піхотним полком 704-ї піхотної дивізії, їхав з Валєво, коли його штабну машину обстріляли поблизу села Разна, поранивши одного жителя. У відповідь окружне командування стратило 52 євреїв, комуністів та інших за сприяння сербської жандармерії та Айнзацгруппи Сербії.  Також у липні німецький військовий уряд наказав представникам єврейської громади забезпечувати щотижня 40 заручників, які будуть страчені як розправа за напади на вермахт та німецьку поліцію. Згодом, коли було оголошено про вбивства заручників у відповідь, більшість з них посилалися на вбивства "комуністів та євреїв". В кінці липня Шредер помер після поранення в результаті авіаційної аварії.  Коли новий німецький військовий командувач у Сербії, генерал люфтваффе дер Флігер Генріх Данкельманн, не зміг залучити більше німецьких військ або поліції для придушення повстання, йому довелося розглянути всі можливі варіанти. Оскільки Данкельманну було наказано максимально безжально використовувати наявні сили, Тернер запропонував Данккельману посилити адміністрацію Аджимовича, щоб вона могла підкорити повстання.  Німці вважали адміністрацію Ачимовича недієздатною, і до середини липня вже обговорювали питання про заміну Аджимовича.  29 липня, помстившись за підпал німецького транспорту в Белграді 16-річним єврейським хлопчиком, Айнзацгруппа Сербія стратила 100 євреїв та 22 комуністів.  До серпня близько 100 000 сербів перейшли на окуповану територію з НДХ, рятуючись від переслідувань з боку усташів.  До них приєдналися понад 37 000 біженців з окупованих Угорщиною Бачки та Бараньї та 20 000 з анексованої Болгарією Македонії.  Наприкінці липня два батальйони 721-го полку 704-ї піхотної дивізії були направлені для придушення повстанців у Банатській області, які зруйнували великі запаси пшениці в районі Петровграда. Такі втручання не мали успіху, оскільки окупаційним підрозділам не вистачало мобільности та підготовки для протидії повстанцям. 4 серпня Данкельманн попросив ОКВ посилити його адміністрацію двома додатковими поліцейськими батальйонами та ще 200 співробітниками служби безпеки СД. Цьому було відмовлено через потреби Східного фронту, але до того, як він отримав відповідь, він подав прохання про створення додаткового батальйону "Ландєшчуцен" і попросив у Списку додатковий підрозділ. Список підтримав запити для більш Landesschützen батальйонів, так 9 серпня ОКХА санкціонував підняття двох додаткових компаній для бєлградською 562nd Landesschützen батальйону.  11 серпня, не змігши отримати значне підкріплення з інших місць, Данкельманн наказав Бадеру подавити повстання, а через два дні Бадер видав наказ про це.

#### Звернення до сербської нації
У відповідь на заколот адміністрація Ачимовича закликала 545 або 546 видатних та впливових сербів підписати Звернення до сербської нації, яке було опубліковане в уповноваженій Німеччиною белградській щоденній газеті " Ново время" 13 та 14 серпня.   Підписали три сербських православних єпископи, чотири протоієреї та щонайменше 81 професор з Белградського університету  хоча, на думку історика Стевана К. Павловича, багато хто з тих, хто підписав під тиском підписати.  Звернення закликало сербське населення всіляко допомагати владі у боротьбі з комуністичними повстанцями та закликало до лояльности до нацистів, засуджуючи опір партизанів як непатріотичний. Асоціація адвокатів Сербії одноголосно підтримала апеляцію.  Аджимович також наказав арештувати та утримувати дружин комуністів та їх синів старше 16 років, а німці спалювали їхні будинки та вводили комендантську годину. 

#### Опір посилюється

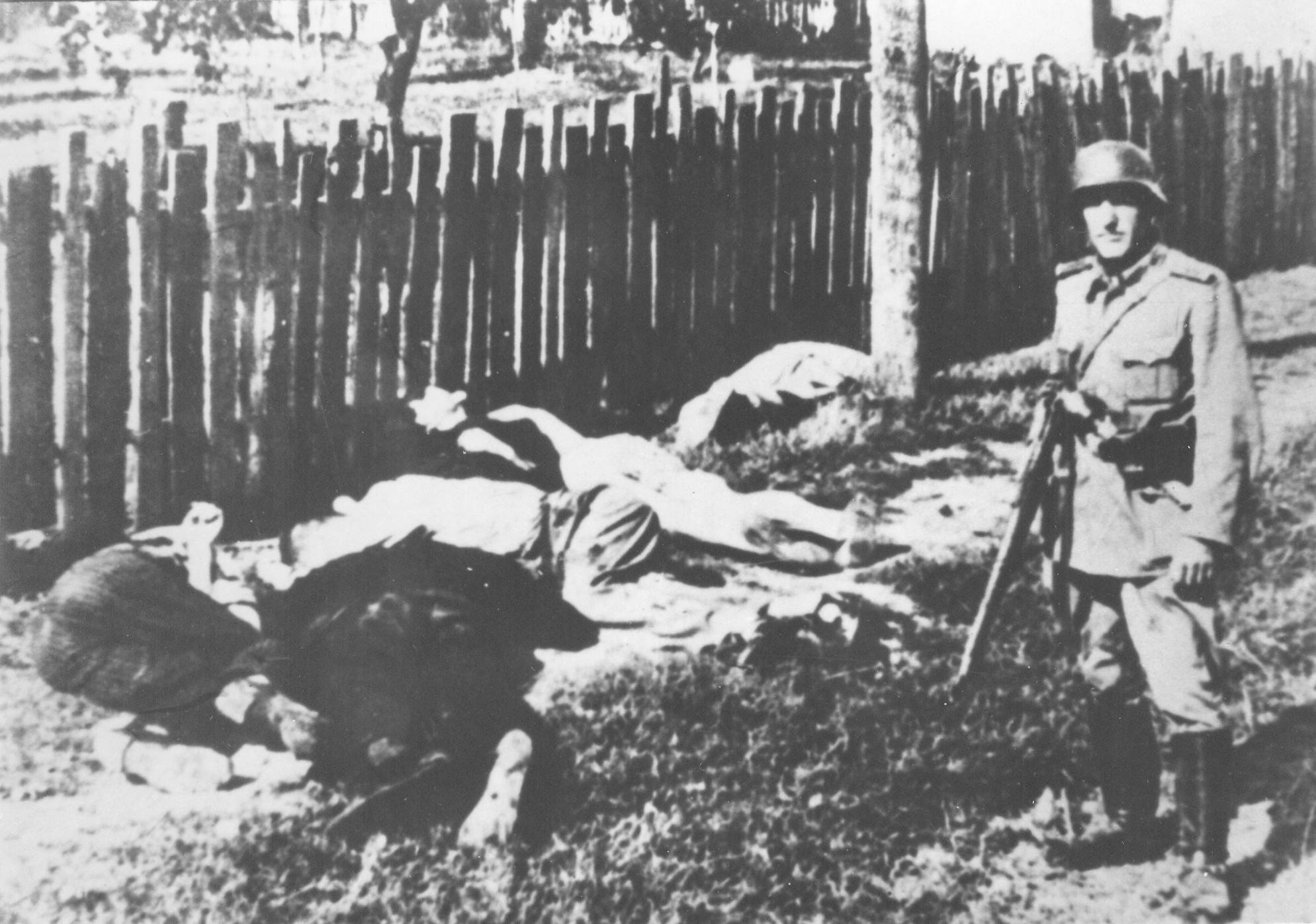
У серпні 1941 р. Село Скела було знищено під розправу після вбивства німецького чиновника.

13 серпня Бадер відмовився від обіцянки Данкельмана, щоб дозволити уряду уповноваженому зберегти контроль над сербською жандармерією, і наказав переорганізувати їх у підрозділи від 50 до 100 чоловік під керівництвом місцевих німецьких командирів.  Він також наказав трьом командирам дивізій створити свої батальйони з формувань Ягдкоммандос, легко озброєних та мобільних "команд мисливців", що включають елементи Einsatzgruppe Serbien та жандармерію. Наступного дня адміністрація Аджимовича звернулася до повстанців з проханням повернутися до своїх домівок та оголосила щедрі винагороди за вбивство повстанців та їх керівників. У період з 1 липня по 15 серпня адміністрація Аджимовича зазнала 246 атак, внаслідок загибелі 26 загинуло 82 повстанці. Німці почали розстрілювати заручників і спалювати села у відповідь на напади. 17 серпня рота 724-го піхотного полку 704-ї піхотної дивізії вбила 15 комуністів у боях поблизу Ужиця, а потім розстріляла ще 23, яких вони зібрали за підозрою, що вони переправляють провізії для інтернованих комуністів. Тіла 19 страчених чоловіків повісили на залізничній станції в Ужиці. Наприкінці серпня 433-му піхотному полку 164-ї піхотної дивізії, що базується в Салоніках, було наказано відрядити батальйон за командуванням Бадера. Протягом серпня було здійснено 242 напади на сербську адміністрацію та жандармерію, а також залізничні лінії, телефонні дроти, шахти та заводи. Белград-Užice- Cuprija - Парачіні залізнична лінія -Zaječar була найбільшою мірою. Ознакою швидкої ескалації повстання було те, що 135 нападів сталося за останні 10 днів місяця.  Самі німецькі війська втратили 22 вбитими та 17 пораненими. На кінець місяця кількість розстріляних або повішених комуністів та євреїв досягла 1000. Кількість партизан на цій території до серпня зросла приблизно до 14 000. Щоб зміцнити маріонетковий уряд, Данкельманн хотів знайти серба, який був би добре відомим і високо оціненим населенням, який міг підняти якусь сербську збройну силу і який був би готовий безжально використовувати її проти повстанців, залишаючись під повною німецькою владою контроль. Зрештою ці ідеї призвели до заміни всієї адміністрації Ачимовича наприкінці серпня 1941 р. 

#### Формування уряду національного порятунку

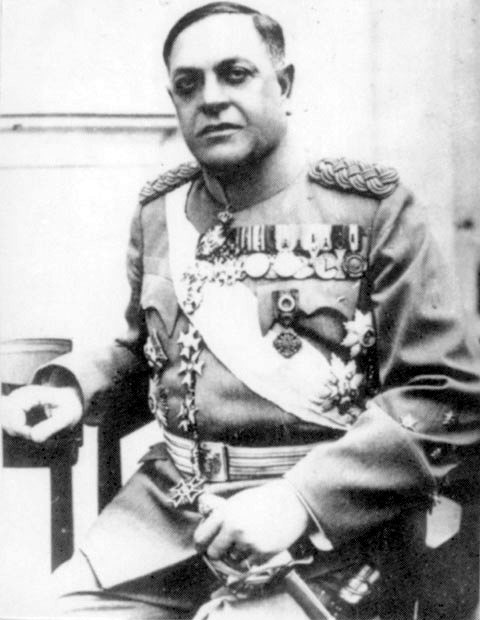
Німецька влада призначила генерала Мілана Недіча очолити новий маріонетковий уряд.

У відповідь на запит Бенслера міністерство закордонних справ направило есмунданта Едмунда Везенмаєра СС-стандарттенфюрера для надання допомоги у створенні нового маріонеткового уряду, який відповідав би вимогам Німеччини.  П'ятьма місяцями раніше Везенмайер спроєктував проголошення НДХ.  Везенмайер взяв участь у низці консультацій з німецькими командирами та чиновниками в Белграді, взяв інтерв'ю з кількома можливими кандидатами на чолі нового маріонеткового уряду, а потім обрав колишнього югославського міністра армії та флоту Мілана Недіча як найкращого з доступних. Німці мусили чинити значний тиск на Недича, щоб заохотити його прийняти цю позицію, включаючи погрози ввести болгарські та угорські війська на окуповану територію та відправити його до Німеччини як військовополоненого.  На відміну від більшості югославських генералів, Недіч не був інтернований у Німеччині після капітуляції, а замість цього був поміщений під домашній арешт у Белграді. 27 серпня 1941 року близько сімдесяти п'яти видатних сербів скликали зустріч у Белграді, де вирішили, що Недич повинен сформувати уряд національного порятунку (серб. кир.: Влада Националног Спаса, серб. лат.: Vlada Nacionalnog Spasa) на заміну уряду Уповноваженого  і того ж дня Недіч написав Данкельману згоду стати прем'єр-міністром нового уряду на основі п'яти умов та деяких додаткових поступок. Через два дні німецька влада призначила Недіча та його уряд  хоча реальна влада продовжувала перебувати у німецьких окупантів.  Немає письмових даних про те, чи приймав Данкельманн умови Недіча, але він пішов на деякі із попрошених поступок, у тому числі дозволив використовувати сербські національні та державні емблеми урядом Недіча.  До складу Ради міністрів входили Недич, Аджимович, Янкович, Огнєн Кузманович, Йосиф Костич, Панта Драшкіч, Любіша Мікіч, Чедомир Мартович, Мілош Радосавлевич, Михайло Ольчан, Мілош Тривунац та Йован Міюшкович. Міністри поділилися на три широкі групи; ті, хто тісно пов’язаний з Недичем, союзниками Льотича та Аджимовича. Не було міністра закордонних справ чи міністра армії та флоту.  Сам режим Недіча "не мав статусу за міжнародним правом і не мав повноважень, окрім делегованих німцями",  і "був просто допоміжним органом німецького окупаційного режиму". 

Уряд Недіча був призначений у той час, коли опір швидко наростав. Тільки 31 серпня було здійснено 18 нападів на залізничні станції та залізничні лінії по всій території.  31 серпня місто Лозниця захопив загін ім. Ядара в рамках угоди про взаємне співробітництво, підписаної з партизанами. Ліст був здивований призначенням Недіча, оскільки з ним не консультувались. Здійснений факт був прийнятий, хоча він дотримувався певних застережень. 1 вересня він видав накази Данкельману та Бадеру про придушення повстання, але не поділяв оптимізму Данкельмана щодо спроможности Недіча придушити заколот. Уряд Недича нібито проводив політику мовчання Сербії, щоб запобігти проливанню сербської крові. Режим сумлінно виконував німецькі вимоги, прагнучи забезпечити Сербії місце в новому європейському порядку, створеному нацистами.  Пропаганда, яку використовував режим Недіча, позначала Недіча як "батька Сербії", який відбудовував Сербію і який прийняв його роль для порятунку нації.  Інституції, сформовані урядом Недича, були подібні до тих, що існували в нацистській Німеччині, тоді як документи, підписані Міланом Недічем, використовували расистську термінологію, взяту з націонал-соціалістичної ідеології. Пропаганда прославила сербську "расу", прийнявши її "арійність", і визначила, яким повинен бути сербський " життєвий простір ". Він закликав молодь йти за Недичем у будівництві Нового Порядку в Сербії та Європі. Недич прагнув запевнити громадськість, що війна для Сербії закінчилася в квітні 1941 року. Він сприйняв свій час як "після війни", тобто як час миру, прогресу та безтурботности. Недіч стверджував, що всі справи його уряду були здійснені окупантами, яким люди повинні бути вдячні за забезпечене життя і "почесне місце сподвижників у будівництві нового Світу". Недіч сподівався, що його співпраця врятує те, що залишилося від Сербії, і уникне повного знищення розправою нацистів. Він особисто підтримував контакт із королем Петром, висланим Югославією, запевняючи короля, що він не був іншим Павелічем (лідером хорватських усташ), а захисники Недича стверджували, що він схожий на Філіппе Петена з Віші Франції (який, як стверджується, захищав французів людей, приймаючи окупацію), і заперечував, що він очолював слабкий квіслінгський режим. 

#### Кризовий пункт

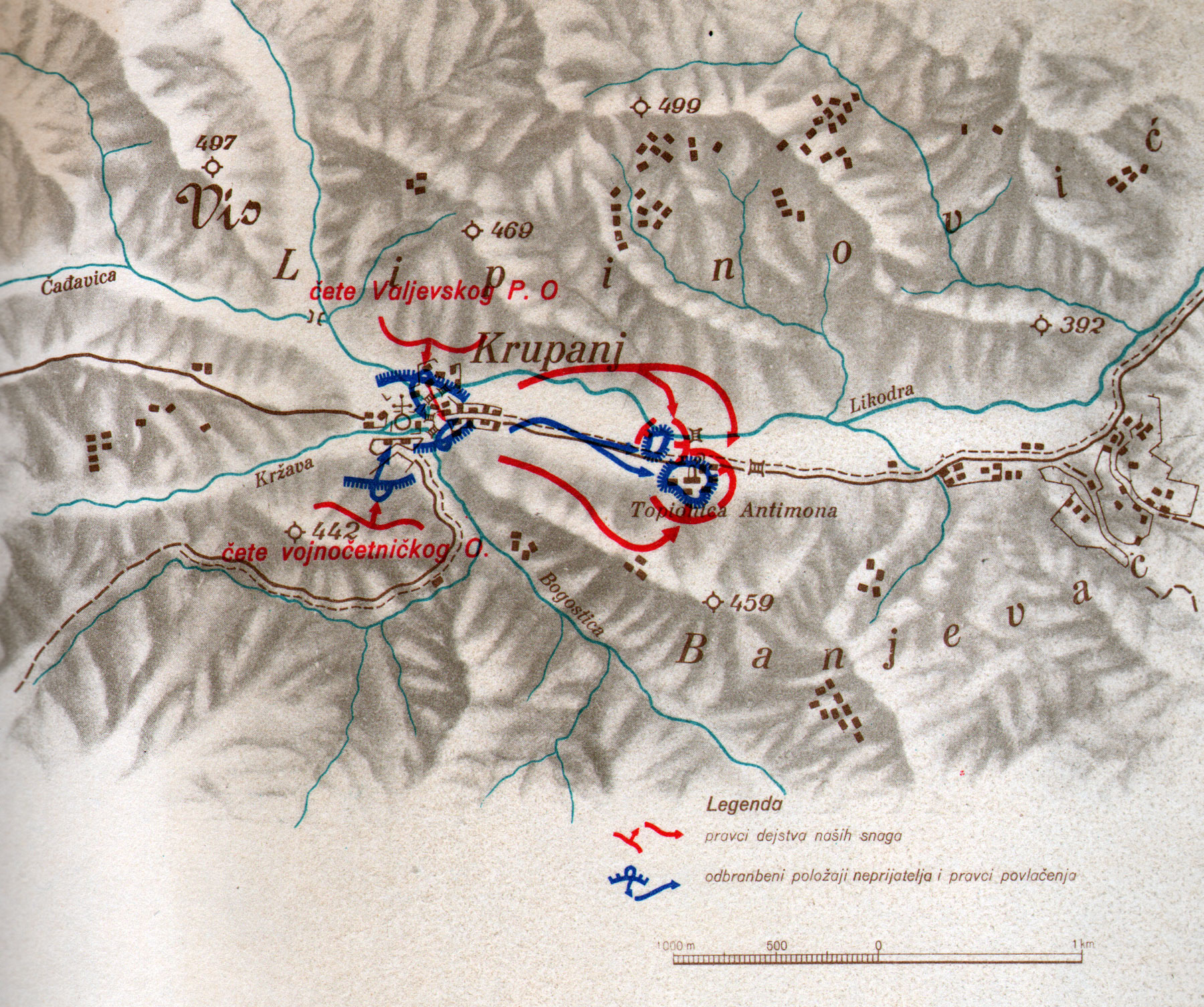
Захоплення Крупня стало переломним моментом у повстанні.

Незабаром після призначення режиму Недіча повстанці досягли кризової точки. На початку вересня район на північ від Валєво, між річками Дрина та Сава, був центром діяльности добре озброєних та добре керованих повстанських груп. Шість рот було скоєно проти снайперів, які націлювали німецькі війська та сербську жандармерію в цьому районі. Одну з рот оточили та зупинили в Ковилячі, на південний захід від Лозниці на березі Дрини, і її довелося евакуювати повітряним транспортом. Але німецька ситуація прийняла серйозний поворот до гіршого, коли гарнізон з сурма робіт на Krupanj були виділені на 1 вересня. Протягом наступного дня віддалені пункти 10-ї та 11-ї рот 724-ї піхотної полки 704-ї піхотної дивізії були витіснені в Крупень атаками повстанців. Повсталі вимагали, щоб гарнізон здався, а коли термін закінчився, розпочав серію атак на основні позиції обох компаній з 3:30 до 6:00 3 вересня. Того вечора обидві компанії зрозуміли, що їм загрожує перегроза, і спробували вийти з оточення наступного дня. З 10-ї роти лише 36 чоловік змогли пробратися до Валєво, а 42-ї зникли безвісти з 11-ї роти.  Загалом, незважаючи на повітряну підтримку, дві компанії зазнали дев'яти загиблих, 30 поранених та 175 зниклих безвісти. 4 вересня Ліст доручив Бьоме відпустити решту 433-го піхотного полку 164-ї піхотної дивізії до Бадера. Зрештою, Беме передав замість цього 125-й піхотний полк і батальйон з 220-го артилерійського полку. Бадер також взяв під контроль 220 -й танковий батальйон Panzerjaeger від 164-ї піхотної дивізії.  Наступного дня Данкельманн попросив, якщо дивізія лінії фронту не буде доступна для підсилення військ Бадера, забезпечити дивізію із Замісної армії.  Наступного тижня повстанці здійснили 81 напад на інфраструктуру, 175 на сербську жандармерію та 11 на німецькі війська, які зазнали ще 30 загиблих, 15 поранених та 11 зниклих безвісти.  Протягом цього тижня Ліст порадив ОКВ, що наявних військ, у тому числі тих, що нещодавно були переведені з командування Беме, буде недостатньо для придушення повстання. Він рекомендував якнайшвидше передати до Сербії принаймні одну потужну дивізію разом із танками, броньованими машинами та бронепоїздами  і попросив призначити єдиного командира, який керував би всіма операціями проти повстанців. 

До 9 вересня, за схваленням Данкельмана, Недіч завербував колишніх солдатів югославської армії до жандармерії та збільшив її розмір з 2–3 000 до 5 000. Він також створив допоміжні сили міліції та тип міліції. Данккельманн також забезпечив Недіча 15 000 гвинтівок та значну кількість кулеметів для оснащення його сил. 15 вересня Недіч за допомогою радіозвернення вимагав, щоб повстанці склали зброю та припинили всі диверсійні дії. Він створив спеціальні суди і розпочав чистку бюрократії.  Відсутність успіху, досягнутого таким підходом, була очевидною, коли один батальйон жандармів відмовився воювати з повстанцями, а інший здався їм, не зробивши пострілу. Коли Бадер заперечував проти розпорошеного розгортання 125-го піхотного полку, Данкельманн наполягав на необхідності послати батальйон до Шабаца для роззброєння там батальйону жандармерії, який відмовився воювати. Після втрати під Крупнем три окупаційні відділи були зближені та сконцентровані в більшій кількості, щоб зменшити загрозу знищення більшості компаній поштучно. 718-та піхотна дивізія закрилася на західній стороні Дрини, 704-а біля Валєво, 714-а біля Тополи і 717-а біля мідних шахт у Борі.  Розгін 125-го піхотного полку означав, що Бадер не зміг здійснити запланований наступ проти Валєво. До цього часу німці не мали ефективного контролю над територією на захід від лінії Митровиця- Шабац-Валєво-Ужице. 

#### Прибувають підкріплення
14 вересня OKH остаточно погодив прохання Листа про підкріплення. 342-й піхотній дивізії було наказано розгорнути окупаційні обов'язки у Франції  а I батальйон 202-го танкового полку 100-ї танкової бригади, оснащений захопленими французькими танками SOMUA S35 і Hotchkiss H35  також був переведений до складу Бадера команди. 

#### Операція Мачва
342-а піхотна дивізія розпочала свою першу велику операцію в кінці вересня в районі Мачви на захід від Шабаца між Дриною та Савою. Цільова площа становила приблизно 600 квадратних кілометрів (230 миля2) за розміром. Першим етапом операції було очищення Шабаца з 24 по 27 вересня, для чого дивізія була підсилена II / 750-м піхотним полком 718-ї піхотної дивізії та ротою 64-го резервного поліцейського батальйону. Другий етап передбачав очищення ширшої території з 28 вересня по 9 жовтня за підтримки повітряної розвідки, а також доступна обмежена підтримка пікірувальних бомбардувальників. 

#### Гора Cer експлуатація
Після операції в Мачві негайно послідувала операція, спрямована на очищення повстанців від району гори Сер. З 10 по 15 жовтня 342-та піхотна дивізія проводила більш цілеспрямовану операцію навколо гори Цер, куди повстанці, націлені в операції Мачва, відступили. Під час цієї операції дивізія була додатково посилена більшістю захоплених французьких танків I / 202-го танкового полку. 

#### Джадарська операція

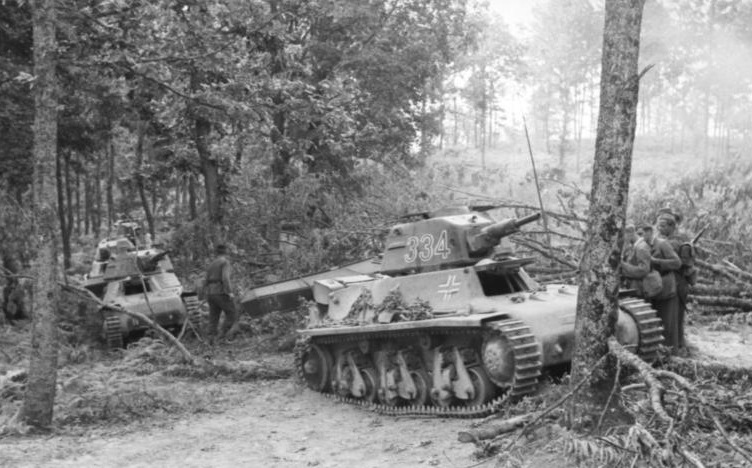
Кілька танків Panzerkampfwagen 38H 735 (f) I батальйону 202-го танкового полку діяли в лісистих районах наприкінці 1941 року

Після кількох днів перерви, 19 та 20 жовтня 342-та піхотна дивізія провела свою третю велику операцію, спрямовану на очищення району Ядар та головного центру повстанської діяльности в цьому районі, Крупня. Він зберіг підтримку двох танкових рот і мав вогневу підтримку угорські патрульні катери з їх Дунайської флотилії. 

#### Конфлікти з опором

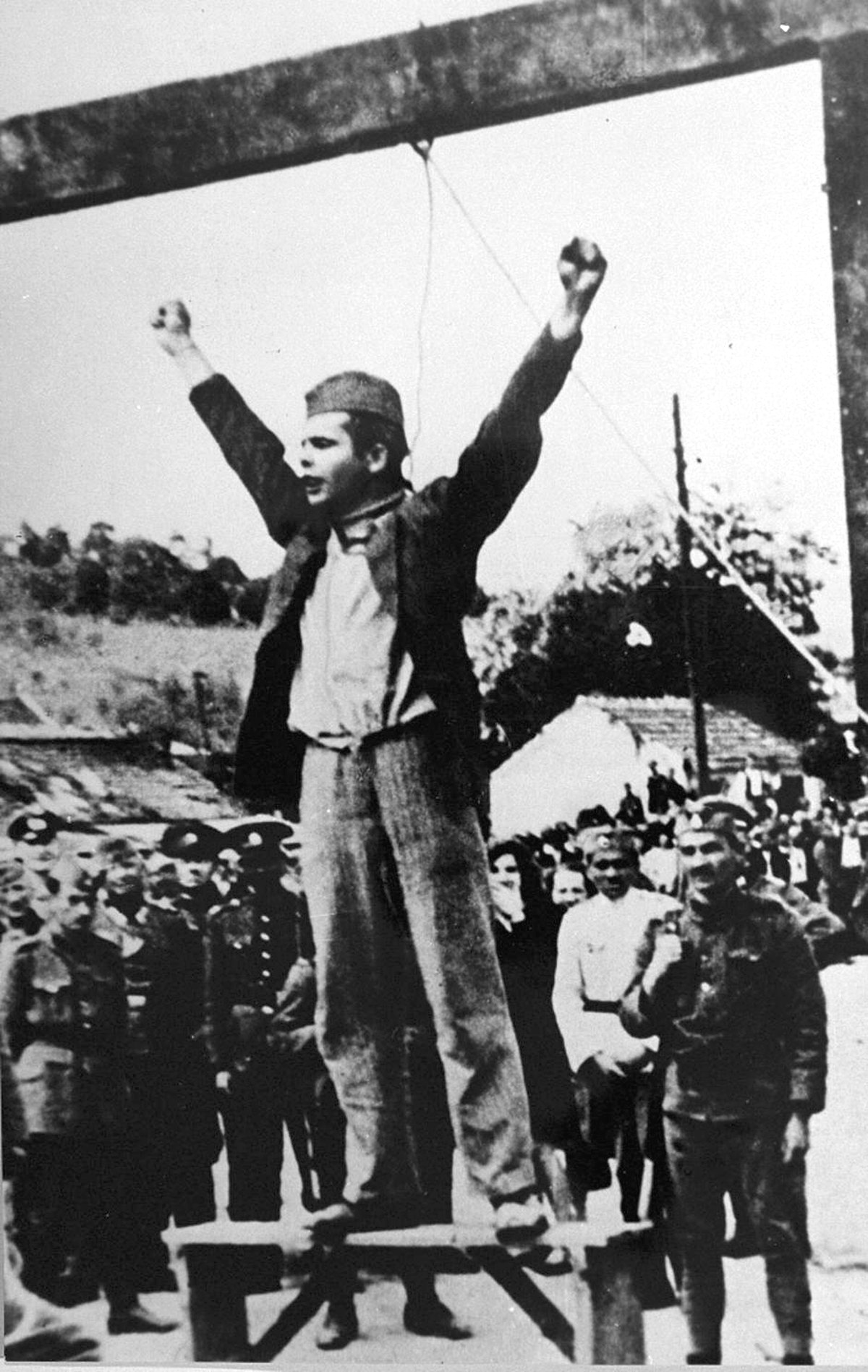
Партизанський опір боєць Степан Филипович кричачи « Смерть фашизму! » Секунди до його виконання в сербській держохороні одиниці у Валєво

Наприкінці 1941 року з кожним нападом четників та партизанів німецькі збройні сили вчинили нові розправи над сербами. Найбільша четна опозиційна група на чолі з Міхайловичем вирішила, що в інтересах сербів тимчасово припинити операції проти німців, доки рішуче побиття німецьких збройних сил виглядає можливим. Михайлович обгрунтовував це тим, що "коли все закінчиться і, з Божою допомогою, я зберігся продовжувати боротьбу, я вирішив, що ніколи більше не буду наносити такої біди на країну, якщо це не може призвести до повного звільнення".  Потім Міхайлович неохоче вирішив дозволити деяким четникам приєднатися до режиму Недіча для здійснення атак проти партизан Тіто.  Михайлович розглядав головну загрозу для четників і, на його думку, сербів, як партизанів  які відмовились відступати від боїв, що майже напевно призведе до нових розправи з боку німців над сербами. Зі зброєю, яку отримували німці, ті четники, які приєдналися до колабораціоністських збройних сил Недіча, щоб вони могли вести свою громадянську війну проти партизанів, не боячись нападу німців, проти яких вони мали намір пізніше виступити. Це призвело до збільшення кількості новобранців до збройних сил режиму.

### 1942 рік
У грудні 1941 р. Та на початку січня 1942 р. Четницькі лідери зі Східної Боснії, включаючи Єздиміра Дангича, у союзі з урядом Мілана Недича та німецьким військовим керівництвом у Белграді вели переговори про відокремлення 17 районів східної Боснії та їх приєднання до Сербії Недіча. Під час цих переговорів була сформована тимчасова четницька адміністрація у східній Боснії з наміром встановити автономію, в той час як область не об'єдналася із Сербією. На той час, здається, четницькому руху вдалося створити початкову базу для "Великої Сербії", але дипломатичною діяльністю влади НДХ щодо Берліна намагалися змінити державні кордони НДХ.

### 1943 рік
У січні 1943 р. Недіч запропонував основний закон для Сербії, фактично конституцію, що створює авторитарну корпоративну державу, подібну до тієї, яку довго підтримували Димитріє Льотич та його довоєнний фашистський югославський національний рух. Бадер запитував у керівників різних відомств їхні погляди, і, незважаючи на те, що деякі фахівці рекомендували його прийняти, Мейзнер рішуче виступив проти цього, розглядаючи це як загрозу німецьким інтересам. У березні надійшла відповідь Лєру, а потім Гітлеру. Гітлер вважав це "несвоєчасним".  Недіч під час переговорів з Гітлером та Германом Нойбахером озброював та організовував боснійські четні групи, намагаючись розширити свій вплив на Східну Боснію.  Один з найближчих особистих друзів та співавторів Міхайловича, Павло Джурішич, одночасно керував командою Недіча і в 1943 р. Намагався знищити мусульман і пропартизанів регіону Санджак.  Вбивства, які він вчинив, порівнювали з хорватськими вбивствами усташів та мусульманських сербів у НДХ у 1941 р.  Недич був прийнятий Гітлером та міністром закордонних справ Німеччини Йоахімом фон Ріббентропом у Гірковому лігві Вовка 18 вересня 1943 р.  де Недіч просив про анексію Східної Боснії, Чорногорії, Санджака, Косово-Метохії та Срему, але це було відхилено.  Незабаром німці визнали масові страти сербів неефективними та контрпродуктивними, оскільки вони, як правило, заганяли населення в обійми повстанців. Побоїща призвели до того, що Недич закликав припинити самовільний розстріл сербів, Бьоме погодився і наказав зупинити страти до подальшого повідомлення.  Співвідношення 100 страт за одного вбитого солдата та 50 страт за одного пораненого солдата було зменшено наполовину в лютому 1943 р. І взагалі вилучено пізніше в році.

### 1944 рік
Перші шість місяців 1944 року були ознаменовані важкими боями в західній та південній частинах країни, оскільки югославські партизани здійснили кілька вторгнень через річки Дрина та Лім. Вони були зроблені для того, щоб збільшити місцеві загони ветеранськими силами з Боснії та Чорногорії, розгромити четники та зміцнити позиції NOVJ в очікуванні приходу радянських військ зі сходу. 

#### Колапс
До осені 1944 р. Східний фронт майже дійшов до цієї території. Більша частина Сербії була звільнена від німців під час Белградського наступу, проведеного Червоною армією, югославськими партизанами та болгарськими силами. З початком Белградського наступу Червоної армії та партизанів адміністрація була евакуйована із Сербії до Відня в жовтні 1944 р. Маріонеткові уряди, створені німцями, були не більше ніж допоміжними органами німецької окупаційної влади, які стежили за частиною адміністрації території та розділяли провину за жорстоке правління німців. Вони не мали міжнародного становища, навіть у межах Осі. Їх повноваження, досить обмежені з самого початку, з часом ще більше зменшувались, що було неприємно і важко особливо для Недича.  Незважаючи на амбіції уряду Недіча створити незалежну державу, область залишалася підпорядкованою німецьким військовим владам до кінця свого існування. Реальна влада покладалася на військових командирів адміністрації, які контролювали як німецькі збройні сили, так і сербські колабораціоністські сили. У 1941 році військовий командувач адміністрації Франц Беме відповів на партизанські напади на німецькі сили, проводячи німецьку політику щодо партизанів, згідно з якою за кожного вбитого німця буде вбито 100 людей, а за кожного пораненого німця - 50 людей. Першим набором репресій були вбивства вермахту в Крагуеваці та Кралево. Після цього вони виявились контрпродуктивними для німецьких збройних сил, оскільки зіпсували будь-яку можливість залучення значної кількості сербів для підтримки колабораціоністського режиму Недіча. Крім того, було виявлено, що в Кралево серед жертв була сербська робоча група, яка будувала літаки для військ Осі. Побоїща призвели до того, що Недич закликав припинити самовільний розстріл сербів, Бьоме погодився і наказав зупинити страти до подальшого повідомлення.  

## Географія

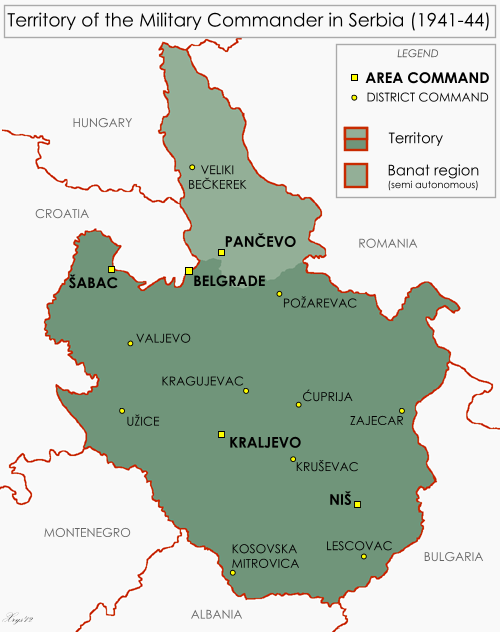
Територія військового командувача в Сербії являла собою поєднання світлих та темних зелених зон.

### Руп Сербія
У той день, коли вісь вторглася в Югославію, Гітлер видав розпорядження про розчленення країни під назвою "Тимчасові вказівки щодо поділу Югославії". Ці вказівки вказували, що те, що Гітлер вважав Alt Serbien (Стара Сербія, що означає територію Королівства Сербія до Балканських воєн), буде переведено під німецьку окупацію. Це рішення відображало гнів, який Гітлер відчував проти сербів, яких він розглядав як головних підбурювачів Белградського військового перевороту 27 березня 1941 р., Який зруйнував югославський уряд, який приєднався до Тристороннього пакту двома днями раніше. Загальний підхід, який Гітлер застосовував у цих інструкціях, полягав у забезпеченні покарання Сербії шляхом зниження її до "крупу". 

### Банат
Після обговорень як з румунським, так і з угорським урядами Гітлер вирішив, що регіон Воєводини буде розділений річкою Тиса, а східна частина (Сербський Банат) буде переведена під німецьку окупацію разом зі "Старою Сербією". Частина Воєводини на захід від Тиси була окупована і незабаром анексована угорцями. Румуно-угорське суперництво було не єдиною причиною утримання Банату під німецькою окупацією, оскільки воно також містило близько 120 000 етнічних німців (або фольксдойче) і було цінним економічним регіоном. Окрім Тиси, іншими кордонами Банату були Дунай на півдні, а після Першої світової війни югославсько-румунський та югославсько-угорський кордони на півночі та сході. 

### Сирмія
Район східної Сирмії спочатку був включений до окупованої території з військових та економічних причин, особливо з огляду на те, що там знаходились аеропорт і радіо Белграда. Кількість фольксдойче, що мешкає в цьому районі, а також його роль у забезпеченні продовольством Белграда також були чинниками первісного рішення. У цей ранній період кордон між окупованою територією та НДХ пролягав між селами Сланкамен на Дунаї та Болєвці на Саві. Однак після тиску з боку НДХ, підтриманого послом Німеччини в Загребі Зігфрідом Каше, воно було поступово передано під контроль НДХ за схваленням військового командувача в Сербії  і стало офіційною частиною НДХ 10 жовтня 1941 р.  утворення Земунського та Старопазовського районів великої жупи Вука НДХ. Невдовзі місцеве фольксдойче попросило повернути територію під контроль Німеччини, але цього не відбулося. В результаті передачі цього регіону кордони НДХ тоді сягали околиць Белграда. 

### Західний кордон
Більша частина західного кордону між окупованою територією та НДХ була затверджена німцями та оголошена Анте Павелічем 7 червня 1941 року. Однак цей затверджений кордон слідував лише за Дриною вниз за течією аж до Бажина-Башти, а за цим пунктом кордон не було остаточно затверджено. 5 липня 1941 року цей кордон був зафіксований як такий, що продовжував слідувати за Дриною до впадіння в неї притоку Брусниця на схід від села Земліка, а потім на схід від Дрини після межі Боснії та Герцеговини - Сербії до Першої світової війни.

### Санджак
Регіон Санджак спочатку був розділений між німцями на півночі та італійцями на півдні, використовуючи продовження так званої "Віденської лінії", яка розділила Югославію на німецьку та італійську зони впливу. Кордон окупованої території через Санджак кілька разів змінювався швидкими темпами протягом квітня та травня 1941 року, врешті-решт оселившись на загальній лінії Прибой - Нова Варош - Сеніца - Новий Пазар, хоча міста Рудо, Прибой, Нова Варош, Сєніца та Дуга Поляна знаходились на окупованій Італією чорногорській стороні кордону.  Місто Нові Пазар залишилося в руках німців.  Уряд NDH був незадоволений цими домовленостями, оскільки вони хотіли приєднати Sandžak до NDH і вважали, що їм було б легше досягти цього, якщо німці окупували більшу частину регіону. 

### Косово
Лінія між німецькою окупаційною територією та італійською Албанією в регіоні Косово стала причиною значного зіткнення інтересів, головним чином через важливі шахти свинцю та цинку в Трепчі та ключову залізничну лінію Косовська Мітровиця - Приштина - Урошевац - Качанік - Скоп'є. Врешті-решт переважали німці, "Віденська лінія" простягалася від Нового Пазару в Санджаку через Косовську Мітровіцю та Приштину, вздовж залізниці між Приштиною та Урошевацем, а потім до Тетово на території сучасної Північної Македонії, перш ніж повернути на північний схід, щоб зустріти територію, приєднану Болгарією біля Орлової Чуки. Райони Косовська Митровиця, Вучитрн та Лабораторія, а також частина району Грачаниця були частиною окупованої Німеччиною території. Ця територія включала низку інших важливих шахт, включаючи свинцеву шахту в Білому Брдо, азбестову шахту поблизу Ягнениці та шахту магнезиту в Дубоваці біля Вучітрна.

## Адміністрація

Особистий стандарт німецького військового командира окупованої території (Militärbefehlshaber)

Територія Сербії була єдиним районом Югославії, в якому німці ввели військовий уряд окупації, значною мірою завдяки ключовим транспортним шляхам та важливим ресурсам, розташованим на цій території. Незважаючи на попередню домовленість з італійцями про створення "незалежної Сербії", Сербія насправді мала маріонетковий уряд, Німеччина не надавала їй жодного статусу в міжнародному праві, крім статусу повністю окупованої країни, і вона не користувалася офіційним дипломатичним статусом з Потужності осей та їх супутники, як це зробила NDH.  Домовленості про окупацію зазнали низку змін у період з квітня 1941 по 1944 рік, проте протягом усієї німецької окупації військовий командувач в Сербії був главою окупаційного режиму. Ця посада зазнала низки змін у назві під час окупації. Повсякденне управління окупацією проводив начальник відділення військової адміністрації, відповідальний за військового командувача в Сербії. Маріонеткові уряди, створені німцями, несли відповідальність перед начальником військової адміністрації, хоча багаторазові та часто паралельні ланцюги німецького командування та управління означали, що маріонетковий уряд відповідав перед різними німецькими функціонерами за різні аспекти окупаційного режиму, такі як спеціальний уповноважений з економічних питань та вищий керівник СС та поліції.  Наприклад, уповноважений з економічних питань Франц Нойхаузен, який був особистим представником Герінга на окупованій території, безпосередньо відповідав Рейхсмаршалу за аспекти німецького чотирирічного плану і мав повний контроль над сербською економікою. Територією щоденно керувала Військова адміністрація в Сербії (нім. Militärverwaltung in Serbien). Разом з економічною галуззю Військове управління спочатку сформувало одне з двох штабних відділень, відповідальних за військового командувача в Сербії. У січні 1942 р. З призначенням вищого керівника СС та поліції в Сербії було додано поліцейський осередок. Хоча керівники економічного та поліцейського відділів штату теоретично відповідали перед військовим командувачем у Сербії, на практиці вони відповідали безпосередньо перед відповідними начальниками в Берліні. Це створило значне суперництво та плутанину між штабними відділеннями, але також створило величезні труднощі для маріонеткового уряду Недіча, який був відповідальним перед начальником військової адміністрації, який сам мало мав контролю чи впливу на керівників інших відділень штабу. 

### Адміністративний поділ

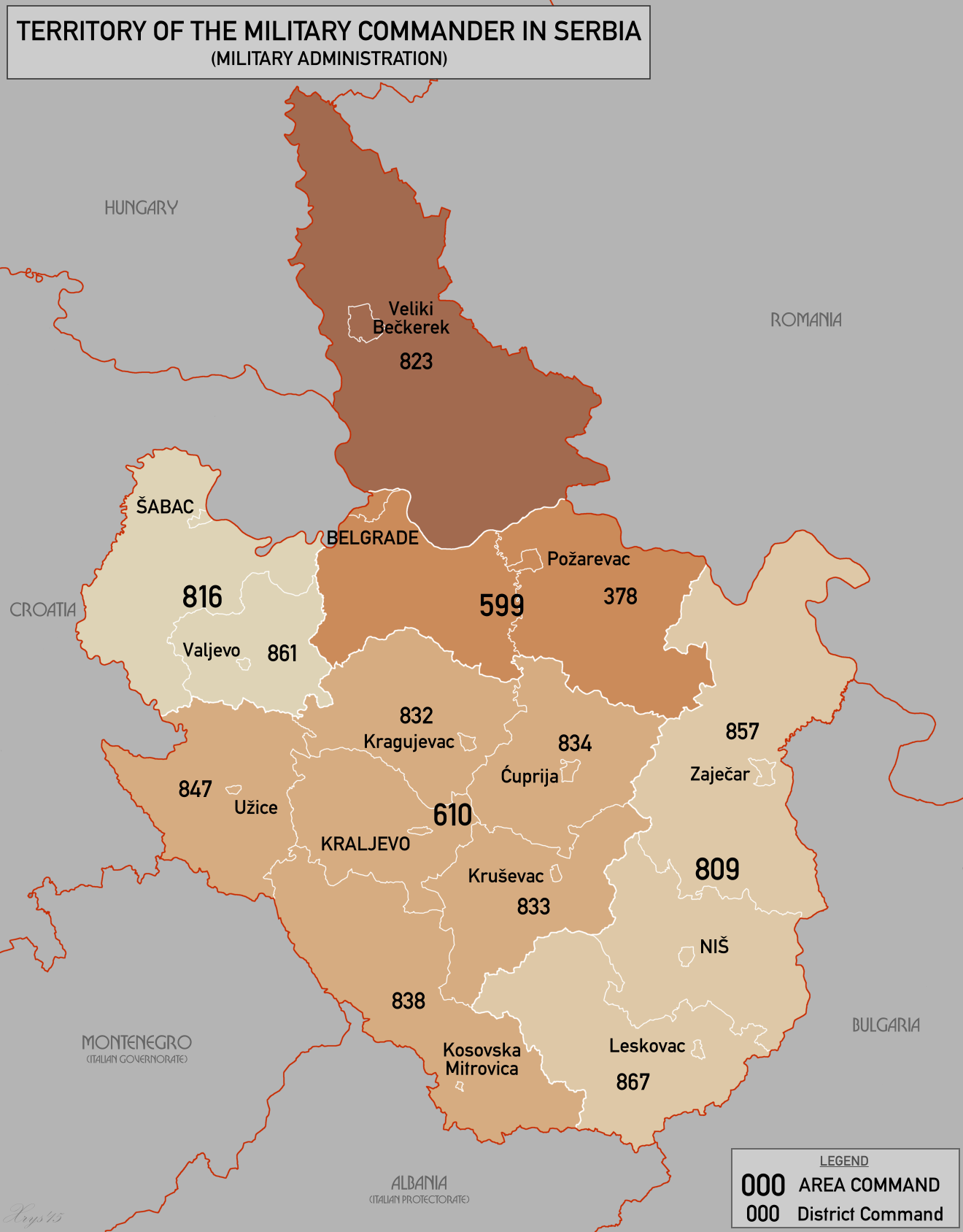
Області військового управління

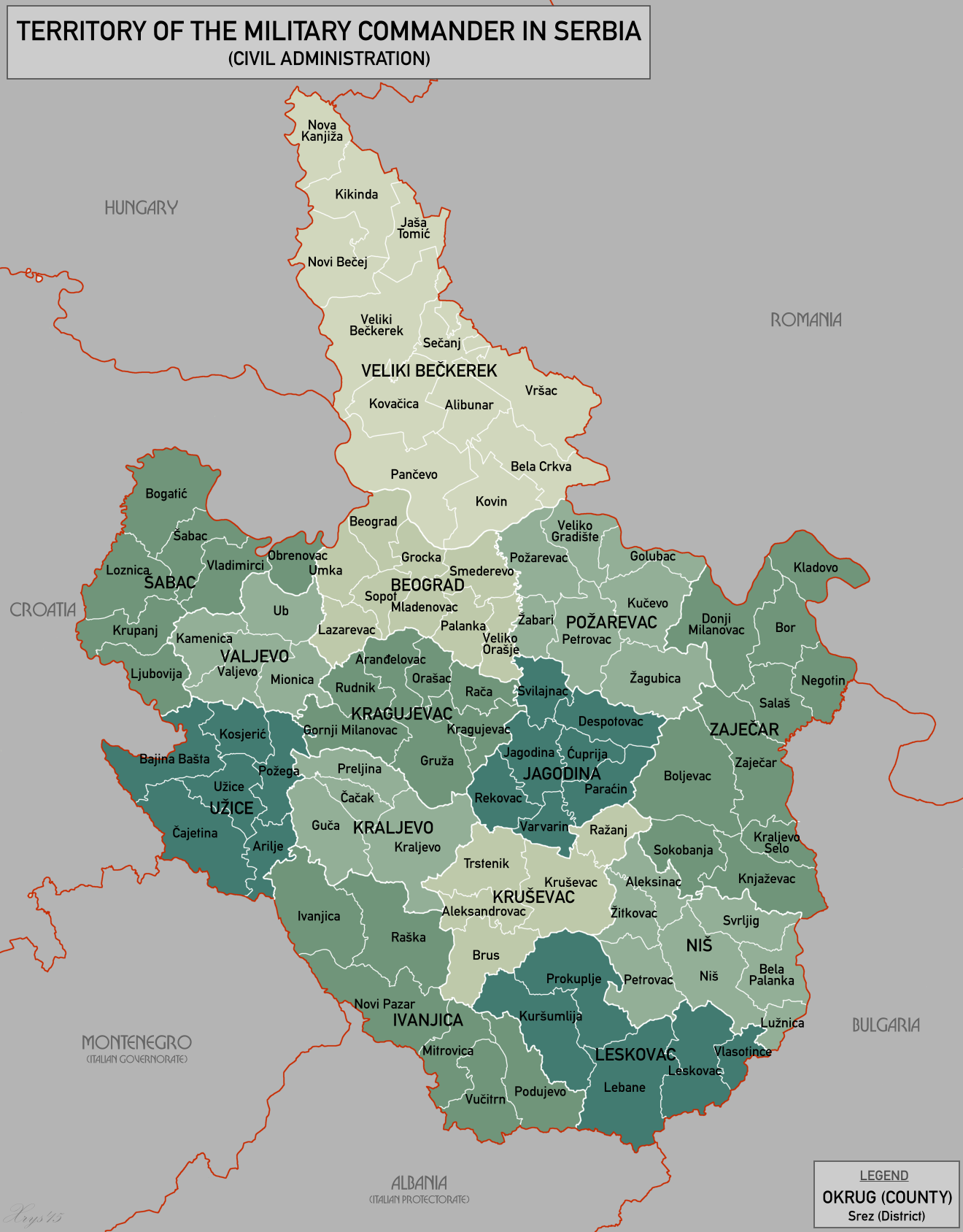
Сфери цивільного управління

Німці створили чотири командування військових районів (нім. Feldkommandanturen ) на окупованій території, причому кожне командування району додатково поділяється на одне або кілька районних командувань (нім. Kreiskommandanturen ), і близько ста міст і населених пунктів мали міські чи поштові команди (нім. Platzkommandanturen or Ortskommandanturen ), які знаходились під контролем окружних командувань. Кожне районне або районне командування мало власний військовий, адміністративний, економічний, поліцейський та інший персонал залежно від місцевих вимог, що дозволяло начальнику Військової адміністрації реалізовувати німецькі декрети та політику на всій окупованій території. У грудні 1941 року райони військової адміністрації були пристосовані до відповідних цивільних районів. У Банаті спочатку було створено районне командування (№ 610) у Панчеві, а окружне командування (№ 823) - у Великому Бецкереку. Згодом командування району Панчево було перенесено до Кралево, але окружне командування у Великому Бецкереку залишилось на місці, ставши незалежним окружним командуванням, яке підпорядковувалось безпосередньо військовому командувачу. З грудня 1941 року до виведення Німеччини командування німецьких районів розташовувалося в Белграді, Ніші, Шабаці та Кралево, а окружні командування були такими:
- Командування району № 599 Белграда: окружне командування № 378 у Пожареваці.
- Командування району No 809 Ніш: командування району No 857 у Заєчарі та № 867 у Лесковаці.
- Командування району No 816 Шабац: окружне командування No 861 у Валєво.
- Командування району No 610 Кралево: окружне командування 832 в Крагуеваці, 833 у Крушеваці, 834 в Чупрії, 838 в Косовській Мітровіці та 847 в Ужиці.

Німецькі районні та окружні командири керували та контролювали відповідного представника сербського маріонеткового уряду.Маріонетковий уряд створив окрузі та срізові, причому перші мали однакові межі з військовими округами.

## Військові

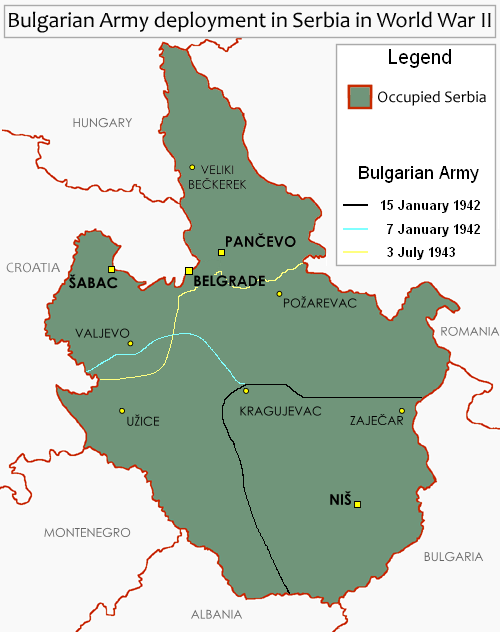
Розгортання болгарської армії в окупованій Сербії під час Другої світової війни

### Окупаційні війська Осі
Через серйозний характер повстання, яке розпочалося в липні 1941 р., німці почали відправляти бойові війська назад на територію, починаючи з вересня з 125-го піхотного полку за підтримки додаткової артилерії, розгорнутої з Греції, а до кінця місяця почала прибувати з окупованої Франції 342-га піхотна дивізія. На територію також був направлений загін 100-ї танкової бригади. Ці війська були використані проти опору на північному заході території, який вони заспокоїли до кінця жовтня. Через посилений опір на південному заході 113-та піхотна дивізія прибула зі Східного фронту в листопаді, і ця частина території також була умиротворена на початку грудня 1941 р. Після придушення повстання німці знову вивели бойові з'єднання з території, залишивши за собою лише слабкі підрозділи гарнізону. У січні 1942 року 113-та піхотна дивізія повернулася на Східний фронт, а 342-та піхотна дивізія розгорнулася до НДХ для боротьби з партизанами. Для забезпечення залізниць, шосейних доріг та іншої інфраструктури німці почали використовувати болгарські окупаційні війська на великих територіях окупованої території, хоча ці війська перебували під німецьким командуванням і контролем. Це відбулось у три етапи, болгарський 1-й окупаційний корпус, що складався з трьох дивізій, перемістився на окуповану територію 31 грудня 1941 року. Цей корпус спочатку відповідав за близько 40% території (за винятком Банату), обмеженої річкою Ібар на захід між Косовською Митровицею і Кралевом, річка Західна Морава між Кралевом і Чачаком, а потім лінія, що проходить приблизно на схід від Чачака через Крагуєвац до кордону з Болгарією. Тому вони відповідали за великі ділянки залізничних ліній Белград – Ніш – Софія та Ніш – Скоп'є, а також за головну трасу Белград – Ніш – Скоп'є.  
У січні 1943 року територія Болгарії була розширена на захід, включивши всі райони на захід від річки Ібар та на південь від лінії, яка проходила приблизно на захід від Чачка до кордону з окупованою Чорногорією та НДХ.  Це звільнило 7-ю добровольчу гірську дивізію СС Принц Ойген, яка протягом зими займалася гарнізоном у цьому районі, для розгортання в НДХ та участі в операції «Вайс» проти партизанів. Багато членів фольксдойче із Сербії та Банату служили у 7-й добровольчій гірській дивізії СС Принц Ойген.  Цей відділ відповідав за військові злочини, вчинені проти народів Боснії та Герцеговини. У липні 1943 року болгарська окупаційна зона розширилася на північ, з четвертої дивізії, 25-ї дивізією, яка перейшла від 297-ї піхотної дивізії на решті території (крім Баната), яка не поділяла кордону з НДХ. З цього моменту німецькі війська безпосередньо окупували безпосередньо район Белграда, північно-західний регіон території, що розділяв кордон з НДХ і Банат. 

### Колабораціоністські сили
Окрім Вермахту, який був домінуючим військом Осі на цій території, і (з січня 1942 р.) болгарських збройних сил, німці покладались на підтримку порядку в місцевих колабораціоністських формуваннях.  Місцеві рухи були сформовані номінально як підпорядковані місцевому маріонетковому уряду, але залишалися під прямим контролем Німеччини протягом усієї війни. Первинною колабораціоністською формацією була Сербська державна гвардія, яка функціонувала як "регулярна армія" уряду національного порятунку генерала Недича (звідси їх прізвисько Недічевці). До жовтня 1941 року оснащені німцями сербські сили під наглядом ставали дедалі ефективнішими проти опору. На додаток до регулярних сербських державних гвардійців існували ще три офіційно організовані німецькі допоміжні збройні групи, утворені під час німецької окупації. Це були Сербський добровольчий корпус, Російський корпус та невеличка допоміжна поліція, що складалася з російських фольксдойче. Німці також використовували в якості допоміжних засобів дві інші збройні групи - четні загони Кости Печанаца, які почали співпрацювати з німцями з моменту призначення уряду Недіча в серпні 1941 року, а згодом і "легалізовані" четні загони Михайловича.  Деякі з цих організацій носили форму Королівської югославської армії, а також шоломи та обмундирування, придбані в Італії, тоді як інші використовували форму та обладнання з Німеччини. 

Найголовнішим серед них був Сербський добровольчий корпус, який в основному складався з воєнізованих формувань та прихильників фашистського Югославського національного руху (ZBOR) Льотича (звідси прізвисько Льотічевці). Створене в 1941 році, спочатку це звання називалося "Сербське добровольче командування", але було реорганізоване в 1943 році і перейменовано на "Сербський добровольчий корпус", оперативним керівником якого був Коста Мушицький.  Наприкінці 1944 року корпус та його німецький зв’язковий штаб були передані Ваффен-СС як Сербський корпус СС і складалися з штабу з чотирьох полків, кожен із трьох батальйонів та навчального батальйону. Російський корпус був заснований 12 вересня 1941 року білими російськими емігрантами і діяв у Сербії до 1944 року. Кількість новобранців до колабораціоністських сил зросла після приєднання до четницьких груп, відданих Печанаку. За їхнім власним післявоєнним рахунком, ці четники приєдналися з наміром знищити партизанів Тіто, а не підтримуючи Недіча та німецькі окупаційні війська, проти яких вони згодом мали намір протистояти. 
Кількість новобранців до колабораціоністських сил зросла після приєднання до четницьких груп, відданих Печанаку. За їхнім власним післявоєнним рахунком, ці четники приєдналися з наміром знищити партизанів Тіто, а не підтримуючи Недіча та німецькі окупаційні війська, проти яких вони згодом мали намір протистояти. Наприкінці 1941 р. Основний четницький рух Михайловича («Югославська армія у Вітчизні») дедалі більше доходив до порозуміння з урядом Недіча. Після розгону після конфліктів з партизанськими та німецькими військами під час Першого ворожого наступу, четні війська в цьому районі досягли порозуміння з Недичем. Як "легалізовані" четніцькі формування, вони співпрацювали з квіслінг-режимом у Белграді, номінально залишаючись частиною четників Михайловича.  У міру погіршення воєнних умов у Сербії Недіч дедалі більше співпрацював з лідером четників Дражою Міхайловичем. Протягом 1944 року четники вбили двох високопоставлених сербських військових, які перешкоджали їх роботі. Бригадний генерал Мілош Масалович був убитий у березні, тоді як суперника четника Пецянака було вбито в червні.  

### Поліція
На початку окупації військовому командиру в Сербії був наданий спеціальний загін працевлаштування поліції безпеки (нім. Sicherheitspolizei Einsatzgruppen), що складається з загонів гестапо, кримінальної поліції та СД або Служби безпеки (нім. Sicherheitsdienst ). Спочатку командував СС та керівник поліції (нім. SS und Polizeiführer ) Standardtenführer und Oberst der Polizei Вільгельм Фукс, ця група технічно перебувала під контролем начальника Військової адміністрації в Сербії Харальда Тернера, але на практиці звітувала безпосередньо до Берліна. У січні 1942 р. Статус поліцейської організації було підвищено призначенням вищого керівника СС та поліції (нім. Höhere SS und Polizeiführer ) Обергруппенфюрер та генеральний лейтенант СС Августа Мейшнера. У квітні 1944 року Мейзнера замінив генерал-лейтенант СС Герман Берендс. 

## Демографія
Населення окупованої території становило приблизно 3 810 000  складу якого входили переважно серби (до 3 000 000) та німці (близько 500 000). Інші національності Королівства Югославія були в основному відокремлені від Сербії та включені до відповідних етнічних держав - наприклад, хорвати, болгари, албанці, угорці тощо. Однак більшість сербів опинились за межами нацистсько-сербської держави, оскільки були змушені приєднатися до інших держав. За оцінками, до літа 1942 року близько 400 000 сербів були вислані або втекли з інших районів Королівства Югославія і проживали на окупованій території. 

Автономна область Банат являла собою багатоетнічний район із загальною чисельністю населення 640 000, з них 280 000 - сербами, 130 000 - німцями, 90 000 - угорцями, 65 000 - румунами, 15 000 - словаками та 60 000 інших етнічних груп. З 16 700 євреїв у Сербії та Банаті 15 000 були вбиті. В цілому, за підрахунками, приблизно 194100 осіб було вбито в концентраційних таборах на окупованій території.  Тернер заявив у серпні 1942 р. Про те, що "єврейське питання" в Сербії було "ліквідовано" і що Сербія стала першою країною в Європі, яка стала Джуденфреєм ; вільний від євреїв.  

## Економіка

### Банківська справа та валюта
Після розпаду Югославії Національний банк Югославії був змушений ліквідувати 29 травня 1941 року, а через два дні військовий командувач у Сербії видав указ про створення Сербського національного банку. Новий банк перебував під безпосереднім контролем уповноваженого з економічних питань Франца Нойгаузена, який призначив губернатора та членів правління банку, а також німецького комісара, який представляв Нойгаузена в банку і мав затверджувати всі важливі операції. Новий банк ввів сербський динар як єдину легальну валюту і запросив для обміну всі югославські динари. Традиційний герб Обренович був знайдений на купюрах і монетах за мінусом королівської корони. Після війни Югославія відмовилася від сербського динара та інших валют Незалежної Держави Хорватія і Чорногорія в 1945 р. 

### Німецька експлуатація економіки
Відразу після капітуляції Югославії німці конфіскували всі активи переможеної югославської армії, в тому числі близько 2 млрд. динарів на окупованій території Сербії. Він також вилучив всю корисну сировину та використовував валюту окупації для придбання товарів, наявних на території. Потім вона передала під свій контроль усі корисні військові виробничі фонди в країні, і хоча протягом короткого періоду вона експлуатувала деякі заводи з виробництва озброєння, боєприпасів і літаків на місці, після повстання в липні 1941 року вона їх демонтувала і переселила за межами території. Далі окупаційна влада взяла під контроль всі транспортні та комунікаційні системи, включаючи річковий транспорт на Дунаї. І нарешті, він взяв під контроль усі значні гірничодобувні, промислові та фінансові підприємства на території, які ще не були під контролем Осі до вторгнення. 

З метою координації та забезпечення максимальної експлуатації сербської економіки німці призначили Франца Нойгаузена, який фактично був економічним диктатором на цій території. Спочатку Генеральний уповноважений з економічних питань в Сербії, незабаром він став уповноваженим чотирирічного плану під керівництвом Герінга, уповноваженим з виробництва металевих руд у Південно-Східній Європі та уповноваженим з питань праці в Сербії. З жовтня 1943 року він став начальником військового управління в Сербії, відповідальним за управління всіма аспектами всієї території. Зрештою, він повністю контролював сербську економіку та фінанси, а також повністю контролював Сербський національний банк, щоб використовувати всі частини сербської економіки для підтримки військових зусиль Німеччини. Як частину цього, німці з самого початку наклали на сербську територію величезні окупаційні витрати, включаючи суми, необхідні для управління військовим управлінням території, як це визначено Вермахтом, і додатковий щорічний внесок до Рейху, встановлений Військово-економічним та Управління озброєнь. Міністерство фінансів Сербії щомісяця виплачувало міністерство фінансів Сербії на спеціальний рахунок у Сербському національному банку. За весь період окупації сербський маріонетковий уряд заплатив німцям близько 33 248 мільйони динарів витрат на окупацію. До середини 1944 р. Окупаційні витрати становили близько 40% від поточного національного доходу території.

## Культура

Сербські поштові марки 1941 року, випущені маріонетковим урядом в окупованій Німеччиною Сербії

З розпадом Королівства Югославія багато газет виходили з друку, коли формувалися нові газети. Незабаром після початку окупації німецька окупаційна влада видала розпорядження, що вимагали реєстрації всього друкарського обладнання та обмеження щодо того, що можна було опублікувати. Редагувати такі видання могли лише ті, хто був зареєстрований та схвалений німецькими владами. 16 травня 1941 року була сформована перша нова щоденна газета " Ново время". Щотижневе Nasa Borba (Наша боротьба) була утворена фашистської ZBOR партії в 1941 році, її назва вторячи Гітлера Mein Kampf (Моя боротьба). Сам режим випустив " Službene novine" ("Офіційний вісник"), який намагався продовжити традицію офіційної газети з однойменною назвою, яка виходила в Королівстві Югославія.
Стан фільму в Сербії був дещо покращений порівняно з ситуацією в Югославії. За цей час кількість кінотеатрів у Белграді було збільшено до 21, з щоденною відвідуваністю від 12000 до 15000 людей.  Два найпопулярніші фільми - " Невиновість без захисту" 1943 року та " Золоте місто", які переглянули 62 000 та 108 000 відповідно.Німецька окупаційна влада видала спеціальні розпорядження, що регламентували відкриття театрів та інших місць розваг, що виключало євреїв.  Сербський національний театр у Белграді залишався відкритим протягом цього часу. Роботи, виконані в цей період, включали "Богему", "Одруження Фігаро", "Дер Фрайшютц", " Тоска", "Два чванці" та "Несуджені зетові". 

## Расові переслідування

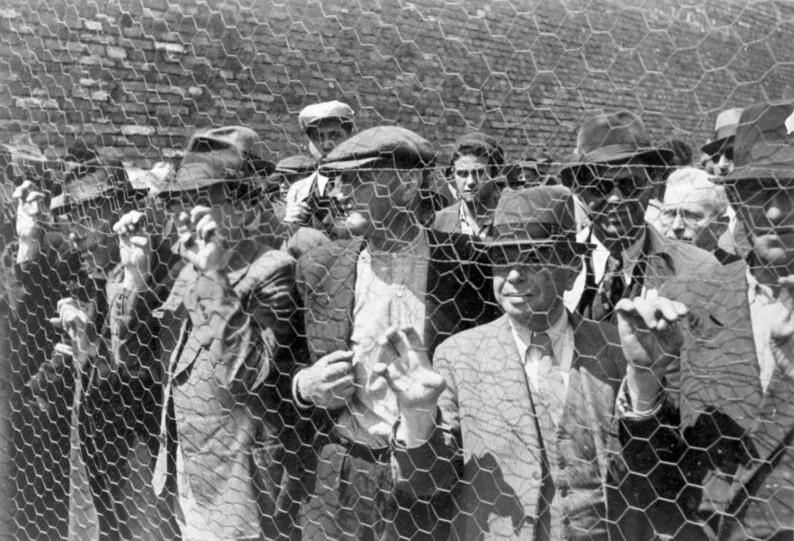
Євреї, затримані в Белграді, квітень 1941 року

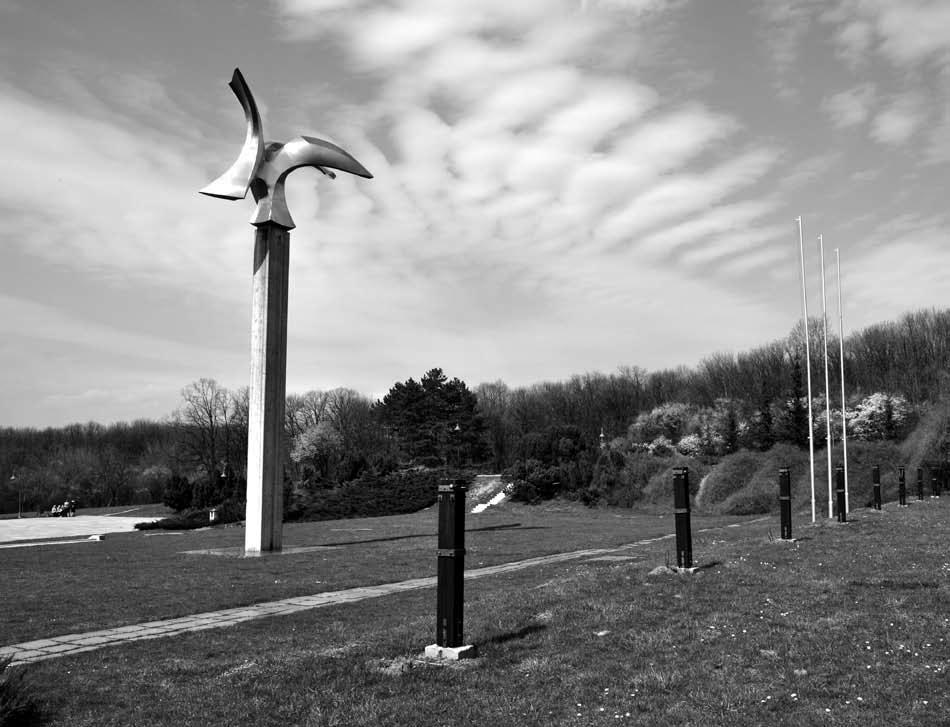
Меморіальний парк Jajinci

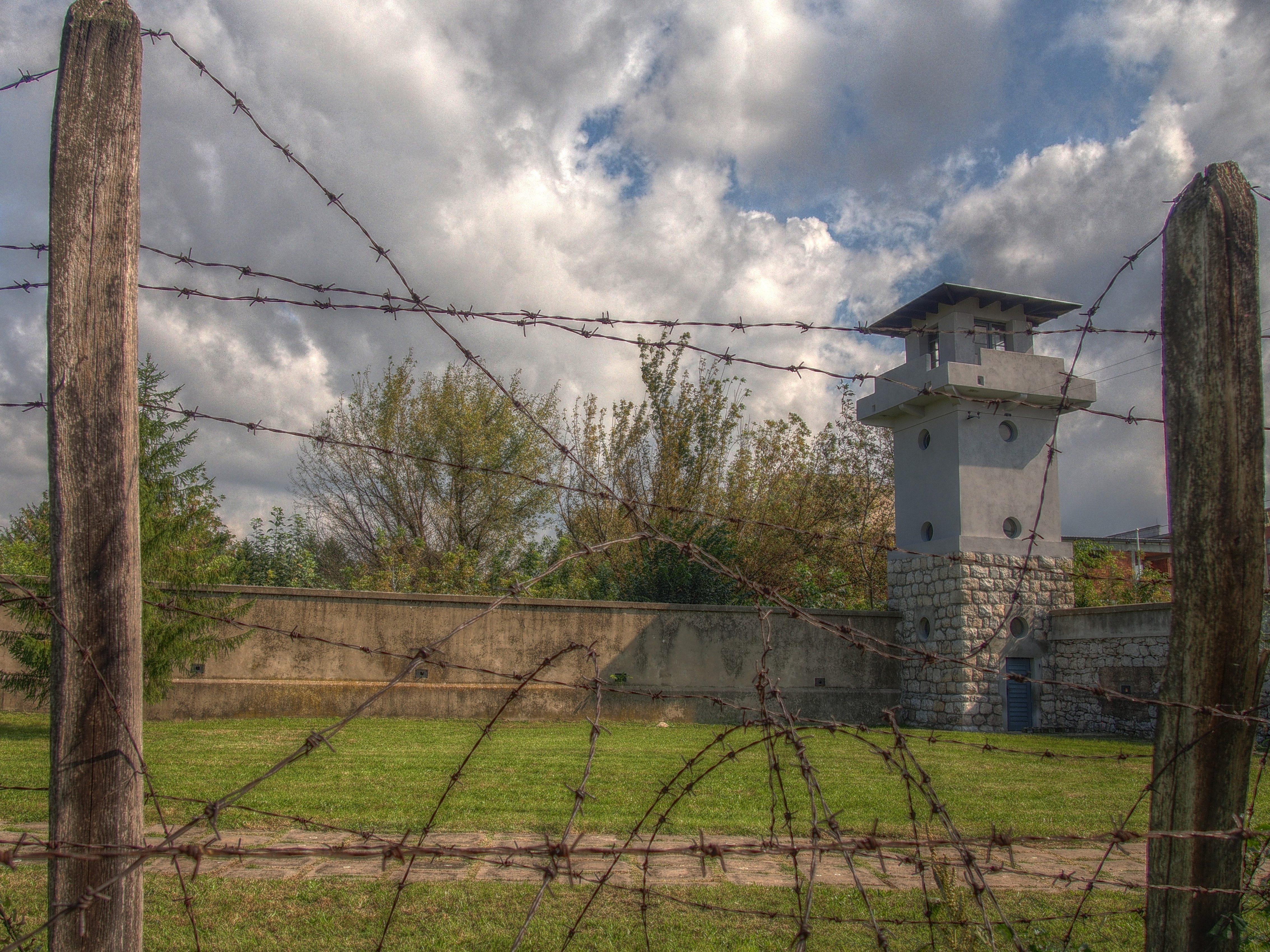
Концтабір Црвенний Крст

На всіх окупованих територіях були введені расові закони, що негайно вплинули на євреїв та ромів, а також призвели до ув'язнення тих, хто проти нацизму. У Сербії було сформовано кілька концтаборів, і на виставці антимасонів 1942 року в Белграді місто було визнано вільним від євреїв (Judenfrei). 1 квітня 1942 року було створено сербське гестапо. За оцінками, в період з 1941 по 1944 рр. В концтаборах, очолюваних нацистами, було інтерновано 120 000 людей. За  до 80 000 людей.  Концентраційний табір Баньїка спільно управлявся німецькою армією та режимом Недіча.  Сербія стала другою країною в Європі, слідом за Естонією   яку проголосили Юденфрей (вільною від євреїв).      Другої світової війни було вбито приблизно 14 500 сербських євреїв - 90 відсотків 16 000 єврейського населення Сербії. Сили збройних формувань, що співпрацюють, безпосередньо чи опосередковано брали участь у масових вбивствах євреїв, ромів та тих сербів, які стали на бік будь-якого антинімецького спротиву або підозрювались у тому, що вони є його членами.  Ці сили також були відповідальними за вбивства багатьох хорватів та мусульман;  однак деякі хорвати, які сховались на окупованій території, не зазнали дискримінації.  Після війни участь сербів у багатьох з цих подій та питання сербської співпраці були предметом історичного ревізіонізму з боку сербських лідерів.

На окупованій території були створені концтабори:
- Концтабір Баньїка (Белград)
- Концтабір Црвені Крст (Ніш)
- Топовське Шупе (Белград)
- Концтабір Шабац

Розташований на околиці Белграда, концтабір Сайміште фактично знаходився на території Незалежної Держави Хорватії.

### Повоєнні процеси
Найвидатніші сербські колаборанти померли перед тим, як їх можна було судити. Димитріє Льотич загинув в автокатастрофі в Словенії в квітні 1945 року, тоді як Мілан Аджимович був убитий югославськими партизанами під час битви під Зеленгорою. Мілан Недіч був екстрадований в Югославію на початку 1946 року, але помер у в'язниці перед судом. Після прибуття до Белграду партизани стратили Радослава Веселиновича, Душана Джорджевича, Момчило Янковіча, Чедомира Маряновича та Йована Міюшковича 27 листопада 1944 року. Групу міністрів уряду Недіча судили разом у рамках того самого процесу, який проводився проти лідера четників Дражі Міхайловича. Потім Коста Мушицький, Танасіє Дініч, Велібор Йоніч, Драгомір Йованович та Джура Докіч були страчені 17 липня 1946 року. Деякі члени уряду втекли за кордон і ніколи не були притягнуті до суду. Сюди входили Костіч, який переїхав до Сполучених Штатів Америки, Борівоє Йоніч, який поїхав до Франції, та Міодраг Дамянович, який переїхав до Німеччини. Беме покінчив з собою до суду в заручниках Trial за злочини, вчинені в Сербії. Гаральд Тернер був страчений у Белграді 9 березня 1947 року. У жовтні 1947 року Генріха Данкельмана та Франца Нойгаузена судили разом. Згодом Данкельмана було страчено, а Нойгаузена засудили до двадцяти років позбавлення волі.

## Спадщина
У 2008 році позапарламентська Сербська ліберальна партія подала пропозицію до окружного суду в Белграді про реабілітацію Недича. Це не знайшло підтримки з боку жодної політичної партії, а також зустріло спротив єврейської громади Сербії.

## Подальше читання
- Klemenčič, Matjaž; Žagar, Mitja (2004). The Former Yugoslavia's Diverse Peoples: A Reference Sourcebook. Santa Barbara: ABC-CLIO. ISBN 1-576-07294-0.
- Pavlowitch, Stevan K. (1985). Unconventional Perceptions of Yugoslavia 1940–1945. New York: Columbia University Press. ISBN 9780880330817.
- Prusin, Alexander (2017). Serbia Under the Swastika: A World War II Occupation. University of Illinois Press. ISBN 978-0-252-04106-8.
- Brborić, Ivan (2010). Ministarski savet Milana Nedića decembar 1941 – novembar 1942 (PDF). Istorija 20. Veka (сербо-хорв.). 28 (3): 169—180.
- Kerkez, S. Đ. (2011). Policy of German-quisling's forces toward peasantry in occupied Serbia (PDF). Baština (30): 81—103.